# Lokomotivní parní kotel

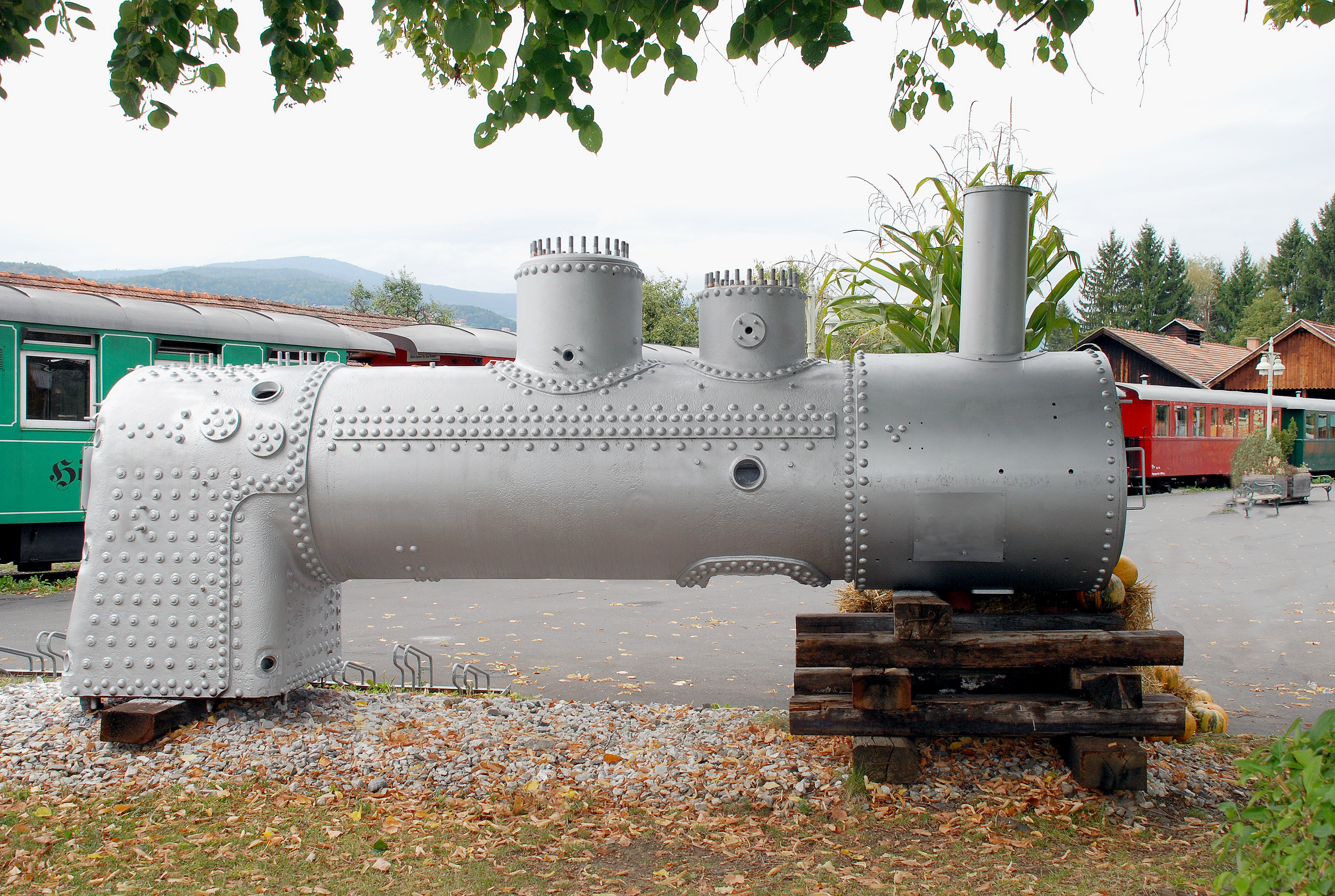
Parní kotel lokomotivy z roku 1930 – Berlín

Lokomotivní parní kotel je speciálním druhem parního kotle. Jeho hlavní funkcí je výroba dostatečného množství páry pro pohon parního stroje a ostatních zařízení nezbytných pro provoz lokomotivy. K tomu využívá spalování fosilních paliv, nejčastěji černého uhlí, ale i mazutu či jiných topných olejů, koksu, dřeva, nebo uhlí nižší kvality. Z konstrukčního hlediska se jedná o kombinovaný parní kotel, tedy kombinaci skříňového kotle, kotle žárotrubného, u nejstarších typů také kotle plamencového, přehřívače, dýmnice a dalších částí, které slouží k zabezpečení všech jeho funkcí.

## Historie
První lokomotivy měly kotle jednoduché, válcového, nebo kulového tvaru pod kterými se topilo v ohništi dřevem nebo uhlím a spaliny odcházely do vysokého komína s přirozeným tahem. První funkční Trevithickova lokomotiva měla uvnitř kotle umístěný i parní stroj. Kotle byly většinou ležaté, tedy v uspořádání podobném pozdějším lokomotivám, zejména ve Spojených státech amerických se však stavěly často kotle stojaté.
Kotle prvních Stephensonových lokomotiv byly plamencového typu s topeništěm za kotlem. Spaliny procházely z topeniště plamencem do komína. Plamenec je široká žárová trubka procházející kotlem a obklopená kotlovou vodou.
Francouzský konstruktér Marc Seguin ve dvacátých letech 18. století nahradil plamenec větším počtem žárových trubek o malém průměru a výrazně tak zvýšil výhřevnou plochu parního kotle. Protože žárové trubky kladou spalinám větší odpor, zavedl výfukovou páru z parních válců do komína a vytvořil tak umělý tah. Toto uspořádání měla i známá lokomotiva Rocket. Lokomotiva, na jejíž konstrukci se pravděpodobně podíleli George Stephenson a jeho syn Robert, měla kromě trubkového kotle a umělého tahu spalin i dvojitý plášť topeniště a stala se tak vzorem dalším moderním lokomotivám.
První lokomotivy používaly pro napájení kotle pístová čerpadla, poháněná mechanicky a ta byla funkční pouze během jízdy. V padesátých letech devatenáctého století vynalezl Francouz Henri Giffard parní injektor pro napájení parního kotle, který pracuje nezávisle. Od začátku dvacátého století byly do parních kotlů montovány nejprve sušiče páry (s poměrně malou účinností), které byly nahrazovány přehřívači. Tzv. Schmidtův přehřívač zvýšil účinnost kotle a snížil spotřebu paliva o více než 30 %.
V průběhu dvacátého století byla hospodárnost a účinnost parních kotlů stále zvyšována. S tím jak se zvyšoval požadavek na výkon lokomotiv, zvětšoval se i parní kotel. Docházelo ke zlepšení spalovacího procesu, použitím vyzděné klenby v topeništi. Lepší konstrukce dyšny a předehřívání napájecí vody (např. napájecí injektor typu Metcalf) se zlepšila účinnost parního kotle i parního stroje. Instalace varníků či varných trubek se zvýšila výhřevná plocha kotle. Zvyšoval se také tlak v kotli.

## Konstrukce lokomotivního parního kotle
Další části článku se věnují kotlům lokomotiv, provozovaných ČSD během 20. století. Nezmiňují kotle na kapalná paliva (u ČSD řada 555.3 – Mazutka), kotle parních vozů (u ČSD M 124.0 – Komárek), kotel Brotanův, (u ČSD ho měly některé maďarské a rakouské lokomotivy), kotle bezohňových akumulačních lokomotiv a jiné.
Lokomotivní parní kotel je kombinovaný parní kotel, je největší a dominantní částí parních lokomotiv. Jeho velikost je dána potřebou zajistit dostatečné množství páry pro parní stroj lokomotivy, účinnost parního stroje je totiž velmi nízká (asi 8–15 %) a tak kotel musí dodat asi 7–10krát více páry, než je skutečný výkon lokomotivy. Pára se vyrábí ohřevem vody a její parametry jsou dány tlakem a teplotou. Kotel vyrábí nejprve sytou páru (o teplotě varu za daného tlaku), a tu dále suší nebo, jako u novějších kotlů přehřívá a vyrábí tak páru přehřátou. Přehřátá pára má několik výhod proti páře syté: nekondenzuje při průchodu parním strojem, neochlazuje se tolik při průchodu potrubím, ale hlavně má vyšší obsah tepelné energie, kterou při expanzi v parním stroji přemění na mechanickou práci a tím významně zvyšuje výkon a tepelnou účinnost parní lokomotivy. Tlak dodávané páry se během dvacátého století postupně zvyšoval (vyšší tlak páry znamená vyšší výkon a vyšší účinnost). Nejprve byl u nejstarších lokomotiv ČSD asi 10 až 13 barů (1,0 až 1,3 MPa), u novějších lokomotiv dosahuje 14 až 18 barů, tj. 1,4 až 1,8 MPa. Novější stroje se sdruženým parním stroje měly tlak až 20 barů tedy 2,0 MPa.
Materiálem pro výrobu kotlů byla původně měď, která měla vyhovující kvalitu, ale byla poměrně drahá. S tím jak se zlepšovala kvalita vyráběné oceli a zároveň se, díky její velkovýrobě, snižovala cena, byla ocel stále více používána k výrobě lokomotivních kotlů. Od prvních desetiletí 20. století jsou nově vyráběné kotle lokomotiv výhradně ocelové.

## Části lokomotivního parního kotle

### Skříňový kotel
Skříňový kotel je zadní částí celé sestavy lokomotivního kotle. Vzadu zasahuje do prostoru budky strojvůdce tzv. dveřnicí opatřenou topnými dvířky. Dole je stěna ukončena nožním rámem a nahoře přechází plynule do stropní části, která je zaoblena a navazuje na válcový kotel. Stěny skříňového kotle se nazývají postranice a stejně jako stropní část navazují na válcový kotel. Všechny stěny skříňového kotle jsou dvouplášťové a prostor mezi stěnami je zaplněn kotelní vodou o vysokém tlaku. Dvojité stěny skříňového kotle proto musí být zajištěny rozpěrkami (svorníky), které zajišťují správnou vzdálenost mezi oběma plášti kotlové stěny. Rozpěrky jsou ocelové svorníky (u měděných kotlů měděné) o průměru asi 2 cm, speciální konstrukce, které jsou do dvojité stěny kotle našroubovány, nanýtovány či zavařeny (většinou kombinace dvou metod spojování). Vzdálenost mezi jednotlivými rozpěrkami je asi 10 cm. Nad stropem topeniště musí být udržována určitá minimální hladina vody, aby nedošlo k tomu, že strop topeniště nebude dostatečně chlazen, pak by mohlo dojít k jeho přehřátí a poškození.

#### Rošt a popelník
Spodní stranu skříňového kotle tvoří rošt. Je přišroubován, nebo nanýtován na nožní rám, a zasahuje až k zadní trubkovnici válcového kotle. Rošt je ocelový nebo litinový a je mírně skloněn dopředu, u modernějších roštů jsou roštnice pohyblivé a umožňují natřásání vrstvy hořícího paliva a průběžné odstranění popela. přední část roštů bývá sklopná a usnadňuje odstranění větších kusů popela nebo vysypání celého obsahu topeniště (při odstavení kotle nebo při mimořádných událostech). Pod roštem je plechový popelník. Do něj padá popel. Na stěnách popelníku jsou vzduchové klapky pro regulaci množství vzduchu přicházejícího do kotle. Žhavý popel v popelníku je zkrápěn vodou od tzv. stříkacího injektoru.

#### Klenutí
Od začátku dvacátého století jsou do skříňového kotle vyzdívána šamotová žáruvzdorná klenutí. Klenutí začíná na spodní straně zadní trubkovnice a zasahuje šikmo nahoru do topeniště. Jeho účelem je prodloužit cestu spalin topeništěm, kdy dojde k lepšímu prohořívání a dokonalejšímu spálení paliva. Také odstíní trubkovnici válcového kotle od přímého ohně topeniště a zmenší účinky teplotních výkyvů při otevření přikládacích dvířek na válcový kotel.

#### Varné trubky a varníky
Po druhé světové válce byly do topeniště montovány varné trubky nebo varníky. Varná trubka je ocelová trubka o průměru asi 100 mm, která spojuje spodní část válcového kotle s horní částí dveřnice skříňového kotle, je naplněna kotlovou vodou a tak napomáhá intenzivnímu varu v topeništi, kde je tok tepla největší. Varník je obdobné zařízení, ale jeho tvar se rozšiřuje do jakéhosi sifonu, či nálevky a je napojen na strop topeniště. Protože jsou jeho stěny částečně ploché musí být vyztužen rozpěrkami stejně jako stěny skříňového kotle. Do topeniště bývají obvykle montovány 2–3 varné trubky či varníky. Významně zvyšují topnou plochu kotle a zvyšují účinnost kotle a tím snižují spotřebu paliva. Modernější lokomotivy mají prostor mezi varníkem s klenbou a trubkovnicí válcového kotle prodloužen o tzv. spalovací komoru, kde dochází k lepšímu dohořívání spalin ještě před vstupem do trubek válcového kotle.

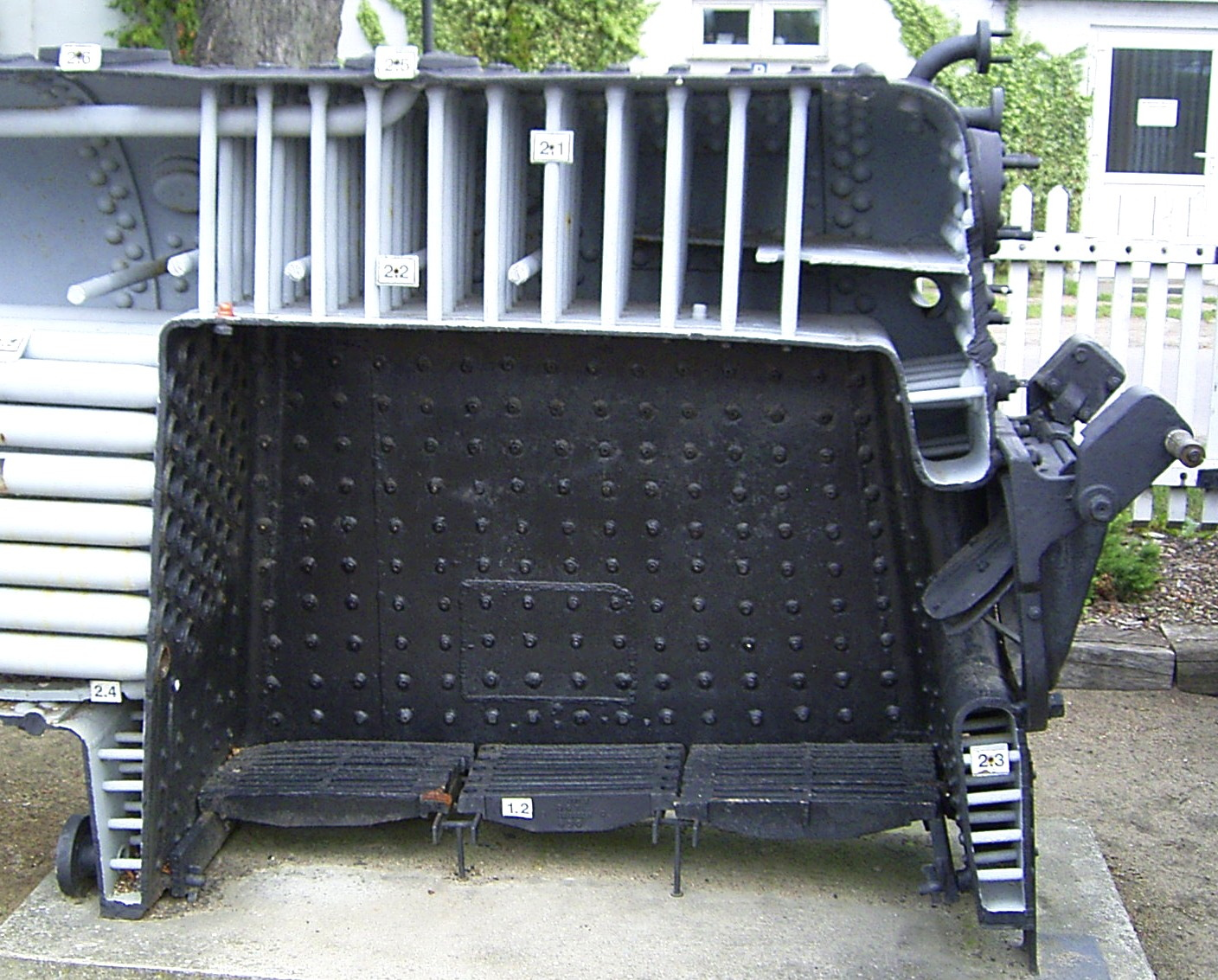
Řez skříňovým kotlem, dvojité stěny s rozpěrkami, dvířka, dole rošt
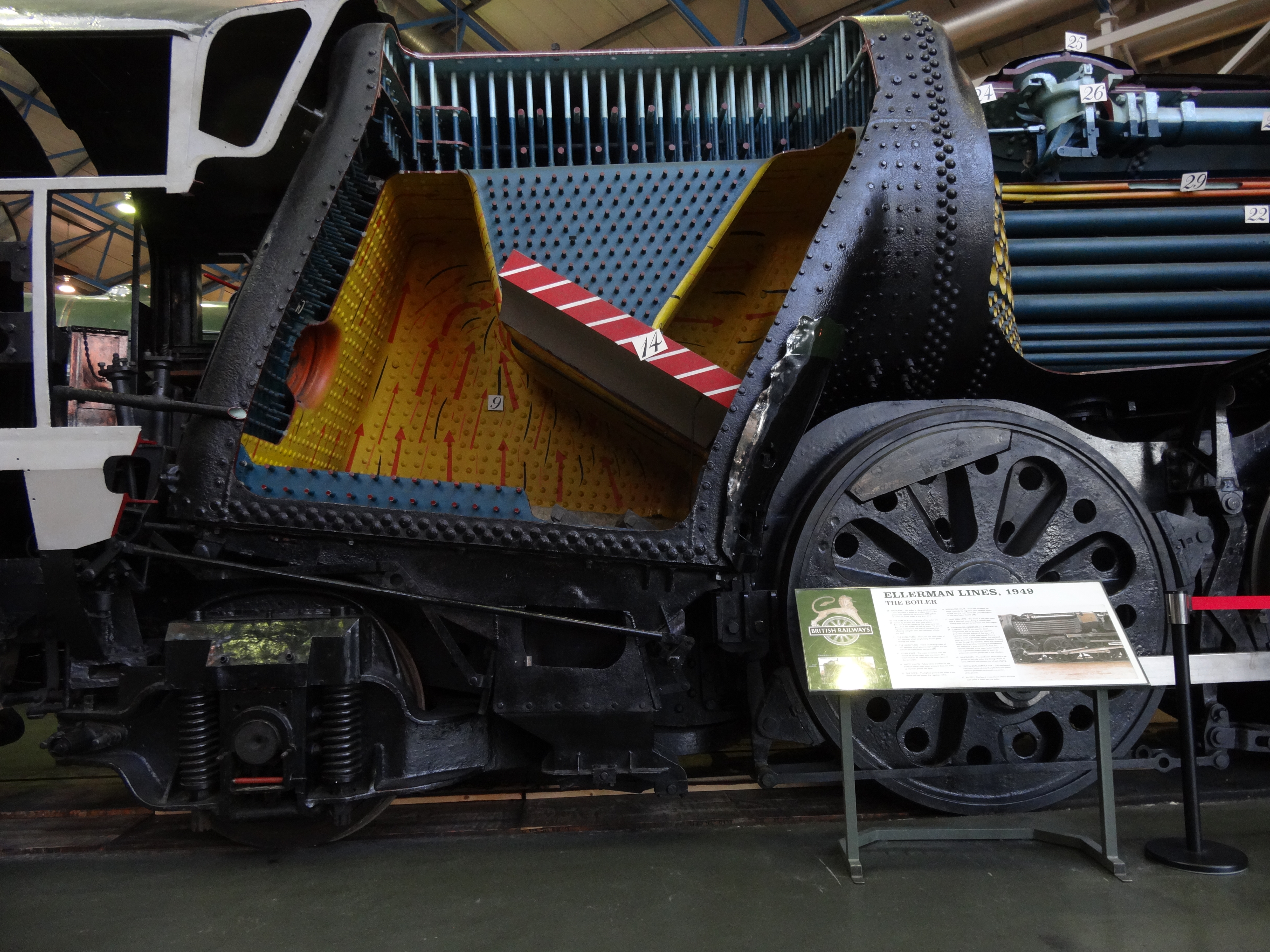
Skříňový kotel s klenbou a varníkem
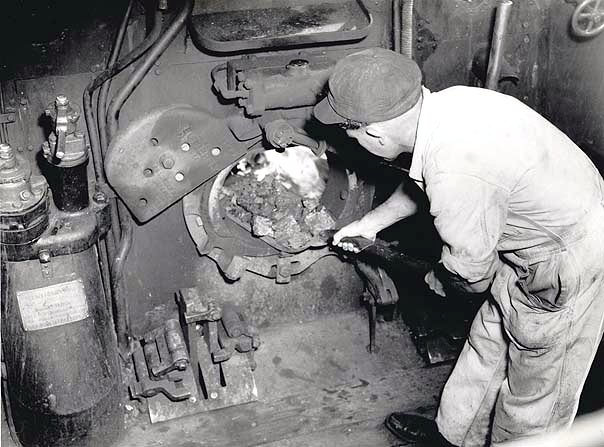
Ruční přikládání do kotle, pneumaticky ovládaná dvířka typu Butterfly
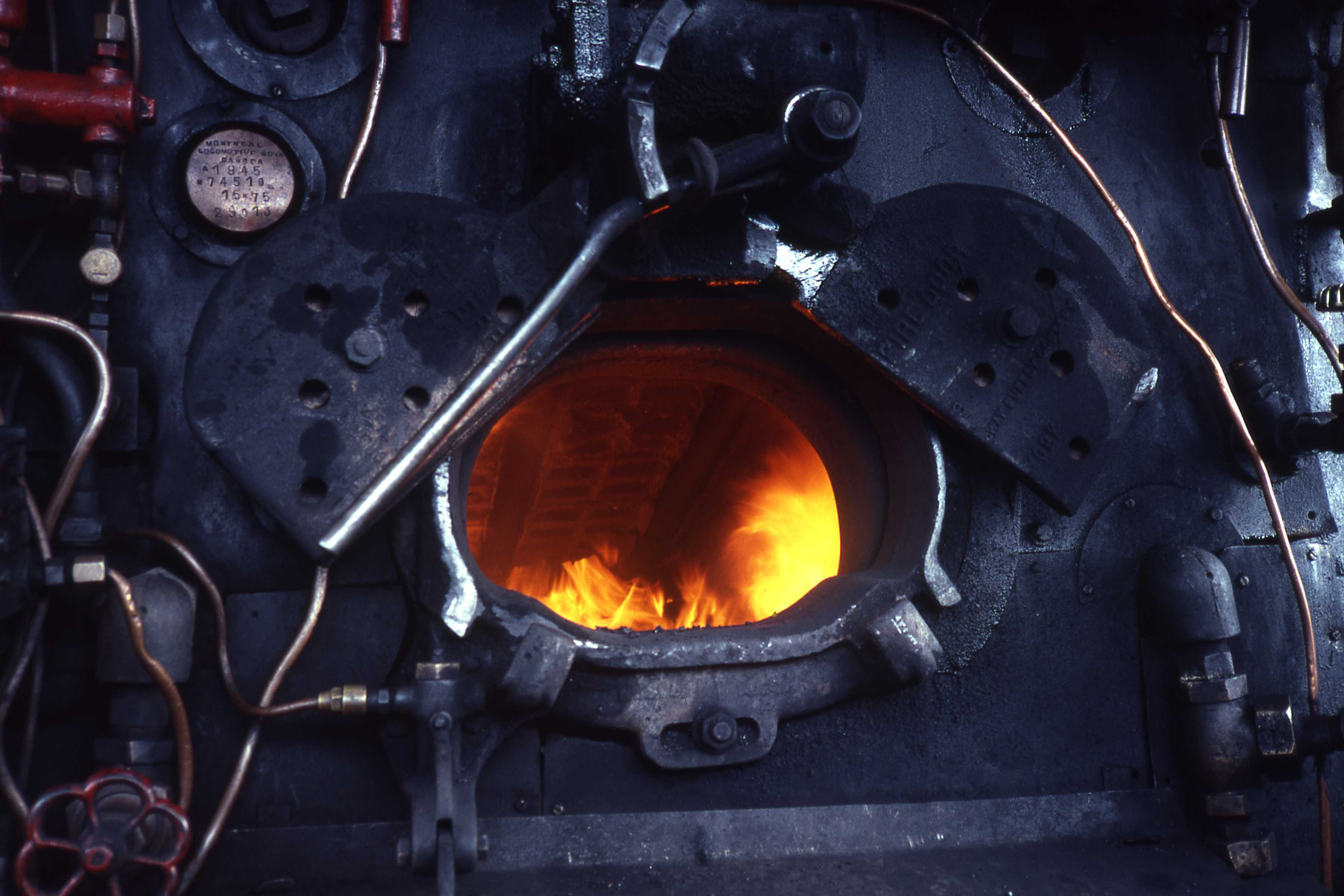
Pohled do topeniště, nahoře je vidět šamotová klenba

### Válcový kotel
Válcový kotel navazuje na skříňový kotel s topeništěm zadní trubkovnicí a vpředu je ohraničen přední trubkovnicí. U největších lokomotiv ČSD má kotel průměr asi 1,9 m a délku více než 5 m. Je vyroben z ocelových plechů odpovídající tloušťky, které jsou skrouženy do tvaru válců tzv. kotlových kroužků. Válcový kotel je sestaven ze 2–3 kotlových kroužků, které jsou snýtovány a/nebo svařeny, další kotlový kroužek pak obsahuje dýmnici. Válcový kotel obsahuje několik desítek žárových a kouřových trubek, které jsou zaválcovány či zavařeny mezi oběma trubkovnicemi. Kotlové trubky jsou bezešvé trubky z houževnatého materiálu zaručené kvality a stejně jako celá konstrukce kotle musí odolávat kotlovému tlaku a zvýšené teplotě. Žárové trubky mají menší průměr, je jich více a jsou obvykle umístěny níže ve válcovém kotli. Nad nimi je menší počet kouřových trubek o větším průměru (do kouřovek jsou umístěny trubky přehřívače). Trubkami proudí horké spaliny z topeniště a předávají teplo kotlové vodě, ta zaplňuje celý prostor válcového kotle kolem trubek. Hladina vody musí být výše než je horní řada trubek, aby nedošlo k jejich poškození.

#### Parojem
Ve válcovém kotli dochází k bouřlivému varu vody a pára se shromažďuje nahoře pod stropem kotle. Pára sebou strhává při varu velké množství kapiček vody. Aby nedocházelo ke strhávání vody do parního stroje, nebo přehřívače, je na válcovém kotli instalován parojem. Parojem (také parní dóm) je nástavec na nejvyšším místě válcového kotle, který zvětšuje objem parní části kotle a pomocí vestavby sít, nebo různých labyrintů je z páry oddělována kapalná voda, která teče zpět do kotle. Parojem je namontován co nejdále od topeniště, tedy v místech kde vývin páry není už tak bouřlivý. Některé lokomotivy mají dva parojemy propojené trubkou. Z parojemu je odebírána pára pomocí regulátoru. Regulátor umožňuje regulovat množství odebírané páry buď šoupátkem nebo nověji ventilovým regulátorem (ventilové regulátory byly u některých lokomotiv montovány až za přehřívače páry – tato konstrukce se však příliš neosvědčila). Regulátor ovládá strojvedoucí pomocí táhla vedeného vnějškem kotle, u některých lokomotiv (např. řada 555) pomocí hřídele vedené vnitřkem kotle.

#### Čistič napájecí vody a odkalení
Další nástavbou na temeni kotle je u novějších lokomotiv čistič napájecí vody. Napájecí voda, odebíraná většinou bez úpravy z vodovodů nebo jiných vodních zdrojů, obsahuje značné množství rozpuštěných látek (tvrdost vody), které při varu vytvářejí vodní kámen. Ten se usazuje na topných plochách kotle a snižuje přestup tepla přes kotlovou stěnu. Čistič vody je tvořen soustavou roštů (labyrintů) na které je rozstřikována napájecí voda při vstupu do kotle. Napájecí voda je před vstupem do kotle předehřátá (především z ekonomických důvodů) a při vstupu do kotle je skokově ohřáta na teplotu kotelní vody. Při ohřátí a současném rozstříknutí vody a nárazu na plochu roštů vodočističe dojde ke krystalizaci (vysrážení) kotelního kamene již v čističi vody. Ten se buď usadí na plochách čističe, odkud je periodicky odstraňován a nebo po stranách válcového kotle klesne ke dnu do nejnižšího místa kotle odkud je odstraňován v podobě kalu odkalovacím ventilem. Nejnižší místo kotle je na přední stěně skříňového kotle v místě těsně před napojením skříňového kotle na kotel válcový. Zde je instalován odkalovací ventil, ovládaný u starších lokomotiv ručně, u novějších je ovládán z budky strojvedoucího pneumaticky i během jízdy.

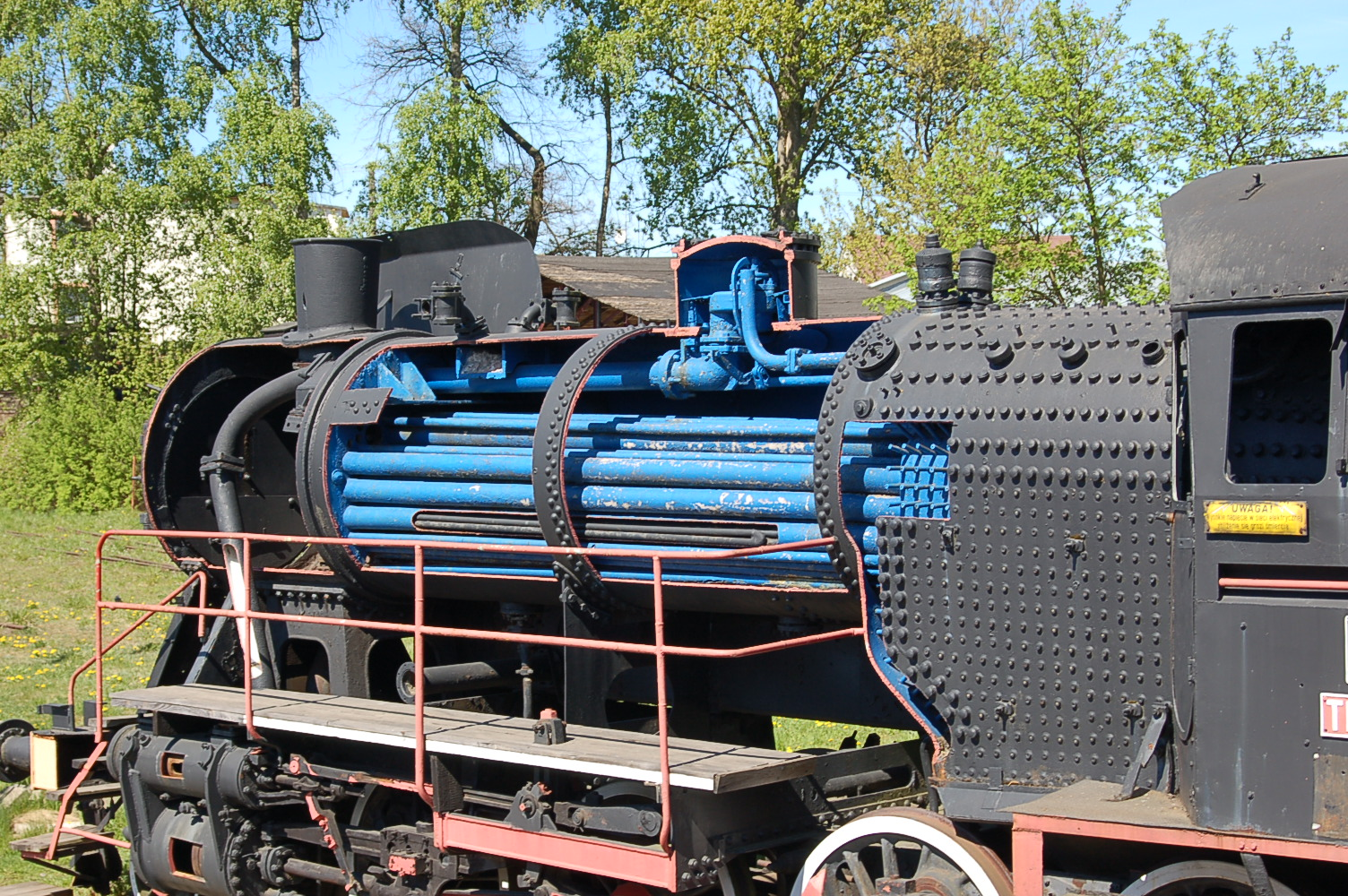
Řez válcovým kotlem
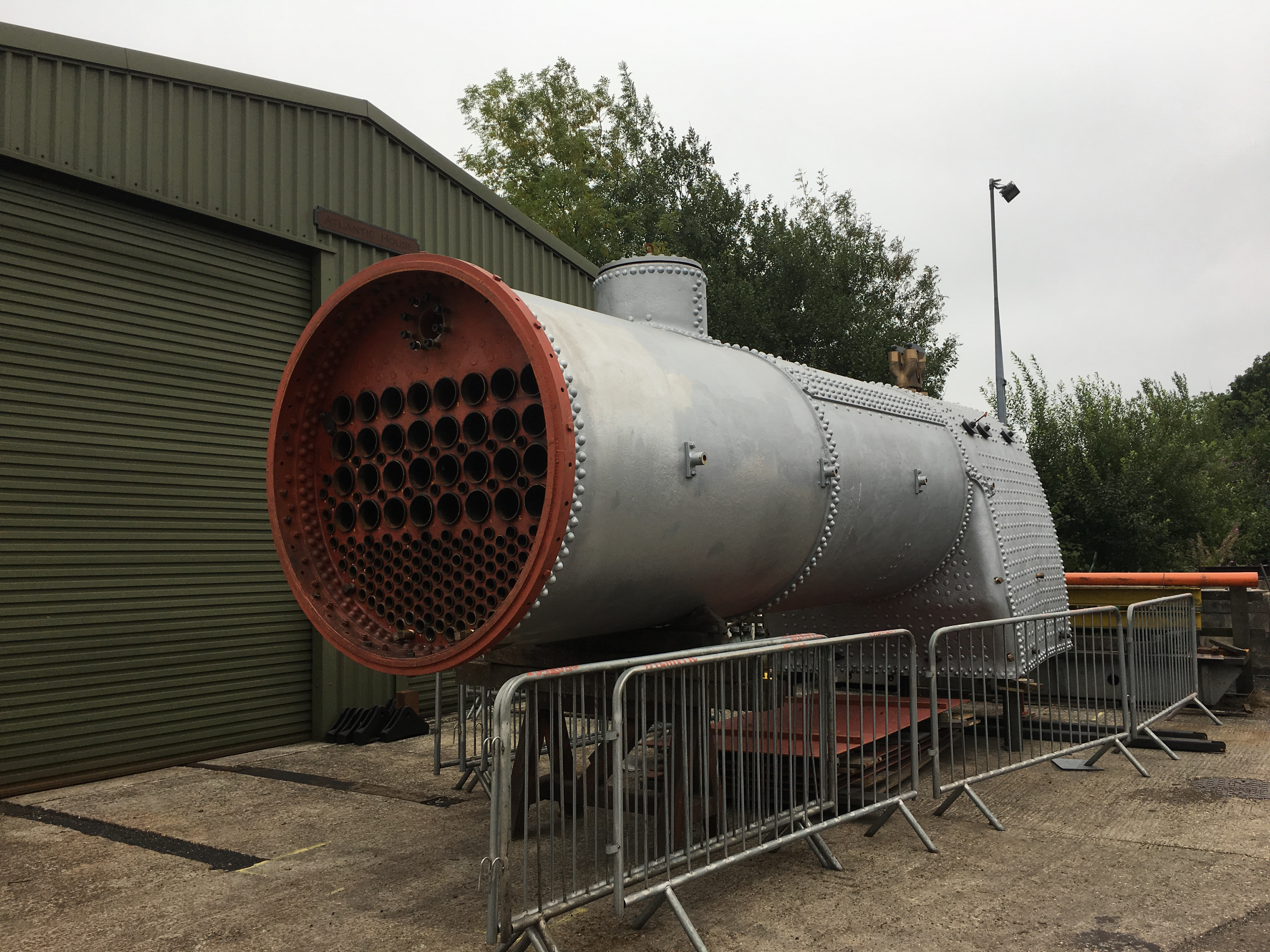
Přední trubkovnice válcového kotle
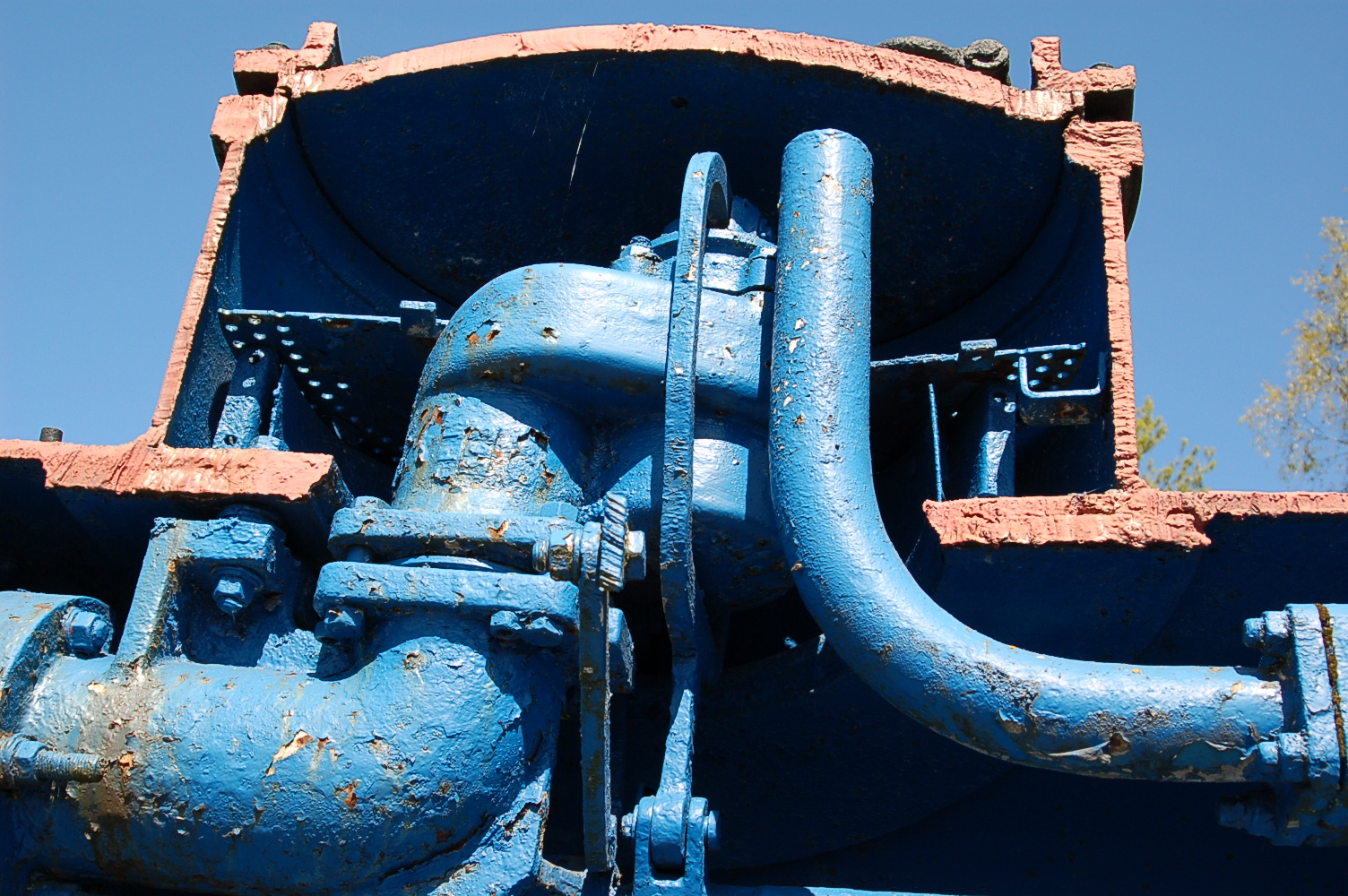
Pohled do parojemu s regulátorem a odběrem páry pro armaturovou hlavu
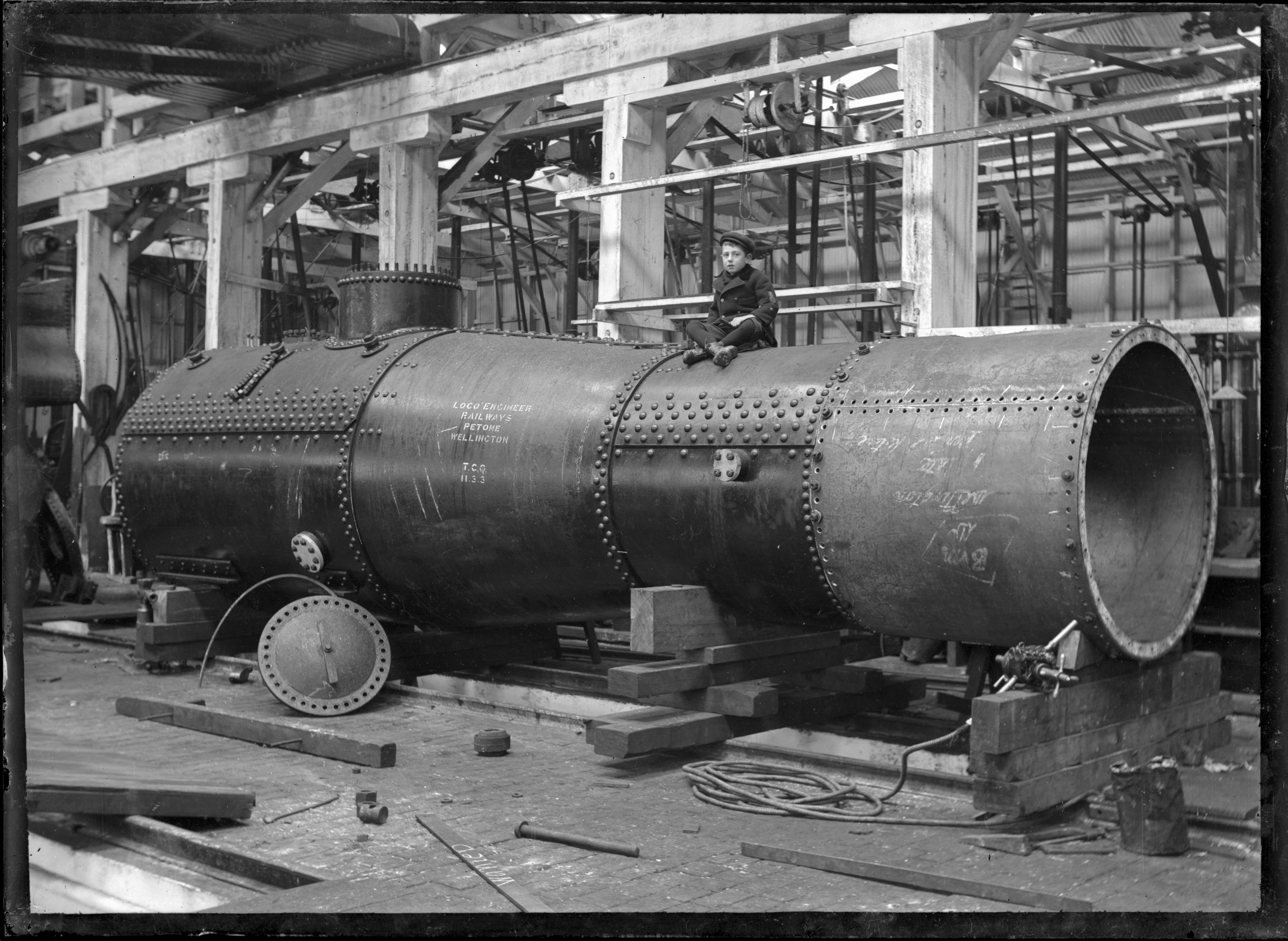
Konstrukce kotle z nýtovaných kotlových kroužků

### Dýmnice
Dýmnice je přední částí lokomotivního kotle, navazuje na válcový kotel. Její hlavní funkcí je zajistit dostatečný tah spalin a jejich odvod do komína. Současně musí spaliny vyčistit od polétavého prachu a jisker. Na temeni dýmnice je umístěn komín, který zasahuje do dýmnice, kde na něj navazuje dyšna.

#### Dyšna
Je vždy umístěna v ose komína. Proudí do ní výfuková pára z parních válců, která strhává spaliny do komína. Dyšna je tedy ejektorem, jež vytváří v dýmnici podtlak a tak nasává spaliny z dýmnice a z válcového kotle do komína. Tím vytváří umělý tah v celém kotli, ten umožní správné spalování paliva v topeništi a prouděním v trubkách válcového kotle také optimální přestup tepla do kotlové vody. Na začátku dvacátého století byly vyráběny jednoduché dyšny, tvořené tryskou (kuželově zúženou trubkou), na výfukovou páru, ústící souose do komína. Taková dyšna je sice funkční, ale zároveň klade výfukové páře odpor a tím snižuje účinnost parního stroje. V první polovině dvacátého století byly jednoduché dyšny u československých lokomotiv nahrazeny účinnější dyšnou Kylchap (název je odvozen od jmen vynálezců Kyösti Kylälä a André Chapelon). Později pak dyšnou Giesel, vynálezce Adolph Giesl-Gieslingena, kterou československé lokomotivy dostávaly při rekonstrukcích. U většiny lokomotiv byla dyšna Kylchap montována ve dvojitém provedení, takže lokomotivy měly dva komíny za sebou. Dyšny Giesel jsou zase ploché, takže lokomotivní komín je plochý.

#### Jiskrojem a skrápěcí zařízení
Důležitým zařízením dýmnice je jiskrojem, tedy zařízení, čistící spaliny od polétavého prachu a hlavně od dohořívajících jisker. Jedná se většinou o síta umístěná kolem dyšny, přes která musí spaliny projít při vstupu do komína. Tím dojde k odstranění pevných částí, které se usadí na dně dýmnice jako popílek. Popílek obsahuje mnoho hořících zbytků paliva a je proto nutné ho skrápět (hasit). K tomu slouží skrápěcí zařízení, trubka s navrtanými otvory umístěná poblíž dýmničních dvířek, která rozstřikuje vodu na povrch popílku. Stříkací zařízení odebírá vodu ze stříkacího ejektoru, což je pomocný parní ejektor, sloužící pouze pro postřik popílku v dýmnici, postřik popele v popelníku a nebo pro postřik uhlí, kdy je voda dodána do hadice v budce.
Dříve byly jiskrojemy umístěny v baňatých komínech, jejichž konce obsahovaly ocelové desky, na nichž se lomil tok spalin a oddělily se tak pevné částice, nebo plechy, které spaliny roztočily a popílek s jiskrami se oddělil odstředivou silou a zůstal v komíně.

#### Pomocná dmýchavka
Dále je v dýmnici pomocná dmýchavka. Je to trubka s mnoha otvory, umístěná obyčejně kolem dyšny, která vyfukuje páru do komína v době kdy nepracuje parní stroj a dyšna. Tak vytváří umělý tah spalin, např. v době, kdy lokomotiva stojí nebo jede výběhem. Je ovládána topičem pomocí ventilu v budce.

#### Další části dýmnice
Uvnitř dýmnice jsou také vedena potrubí přivádějící páru k parním strojům, u strojů sdružených také tzv. přestupníky, tedy vedení páry mezi vysokotlakými a nízkotlakými válci.
V neposlední řadě jsou v dýmnici podstatné části přehřívače, kterým se budeme věnovat dále.

Dýmnice je zpředu uzavřena dýmničními dveřmi. Ty byly původně u rakouských lokomotiv dvoudílné, u lokomotiv vyráběných v Československu jsou kulaté, jednodílné a většinou s centrálním uzávěrem. Dýmniční dveře musí být dobře utěsněny, aby nedocházelo ke snižování podtlaku vyvinutého dyšnou a tím k narušení správného proudění spalin do komína. Dveře slouží k čištění dýmnice od popílku, k čištění a kontrole všech zařízení v dýmnici.

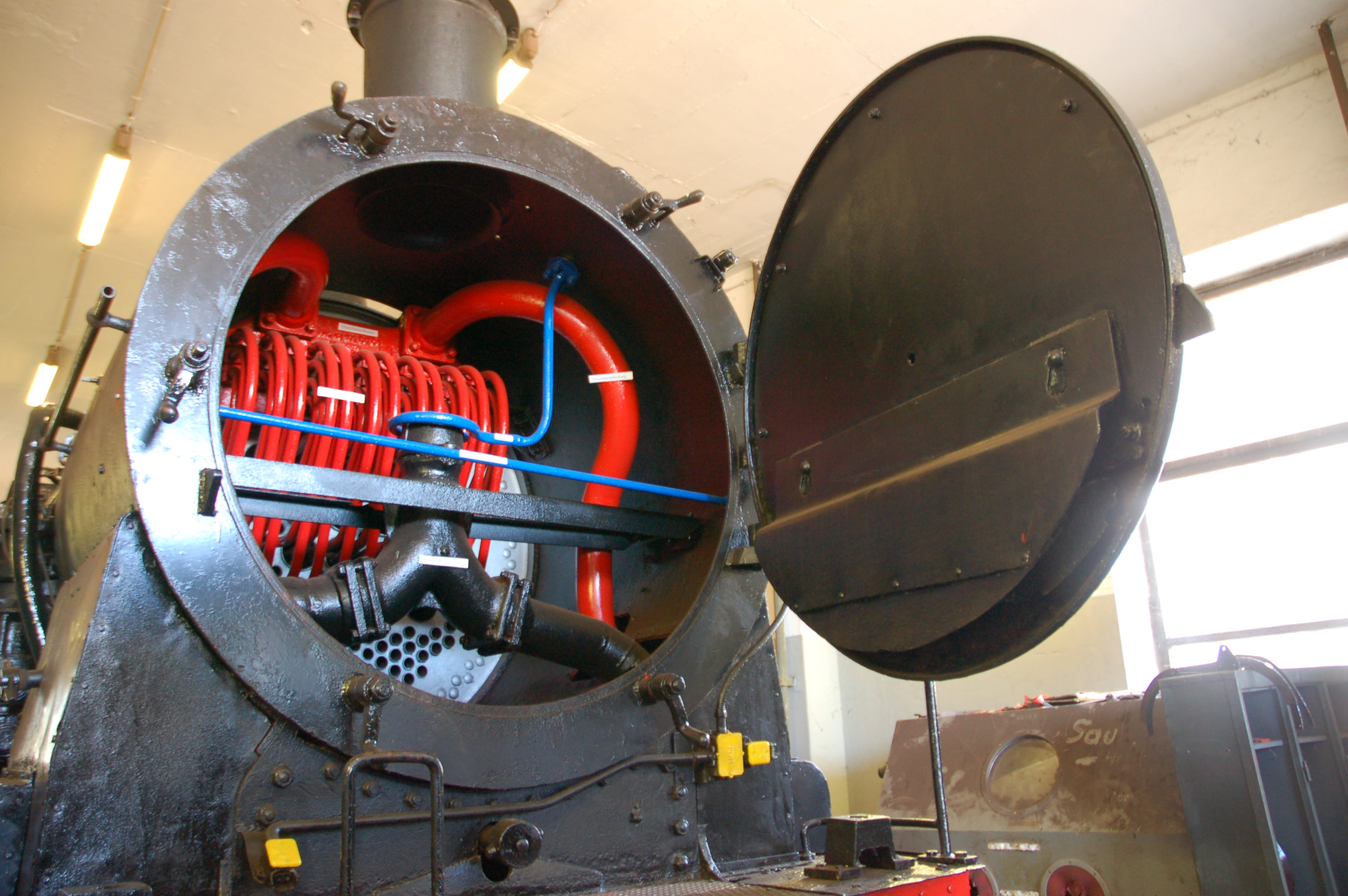
Pohled do dýmnice. Červeně trubky přehřívače a vedení páry k parnímu stroji, modrá je pomocná dmýchavka a zkrápění, černě přívod výfukové páry. (Dyšna a jiskrojem chybí.)
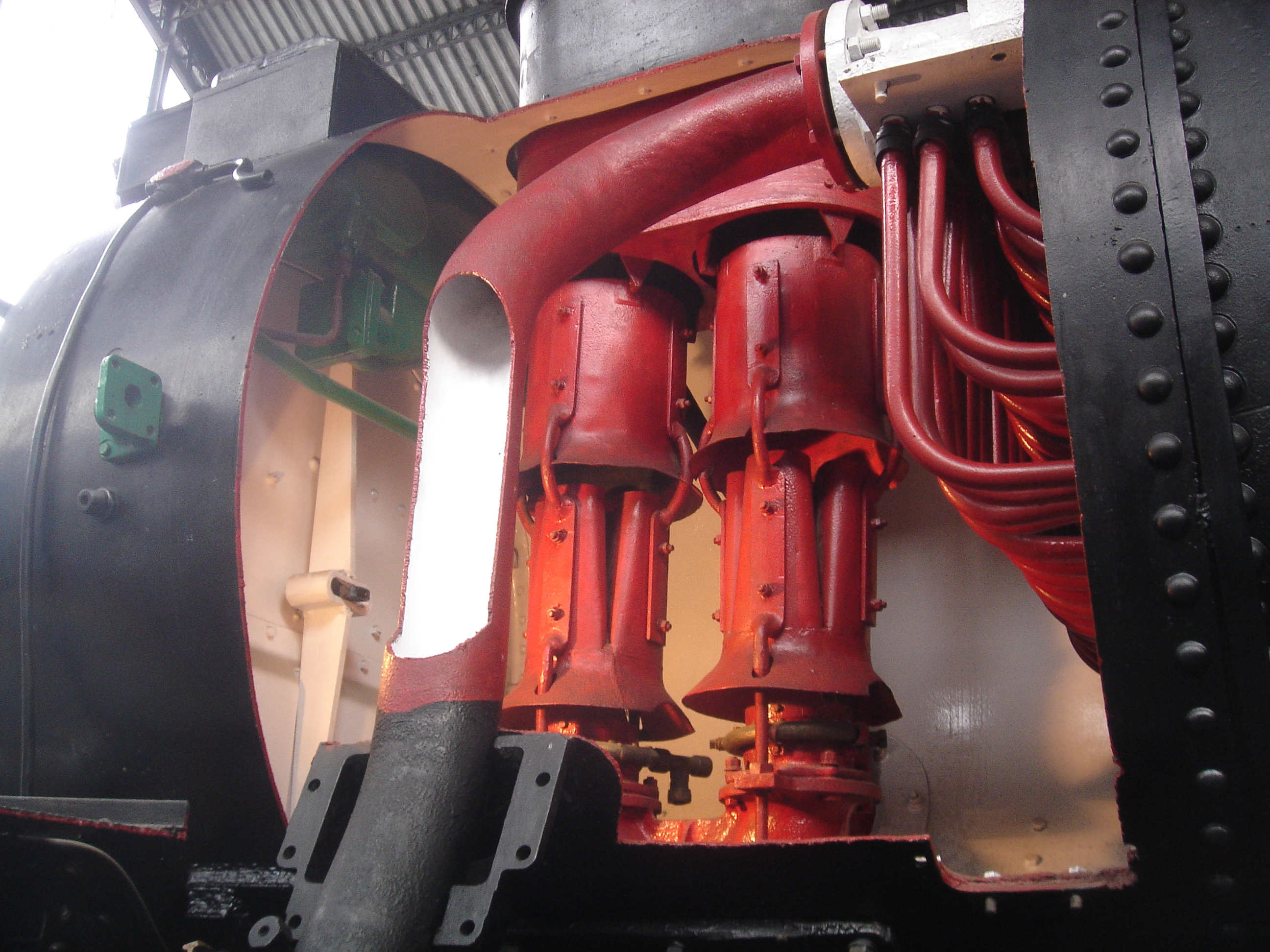
Dvojitá dyšna Kylchap
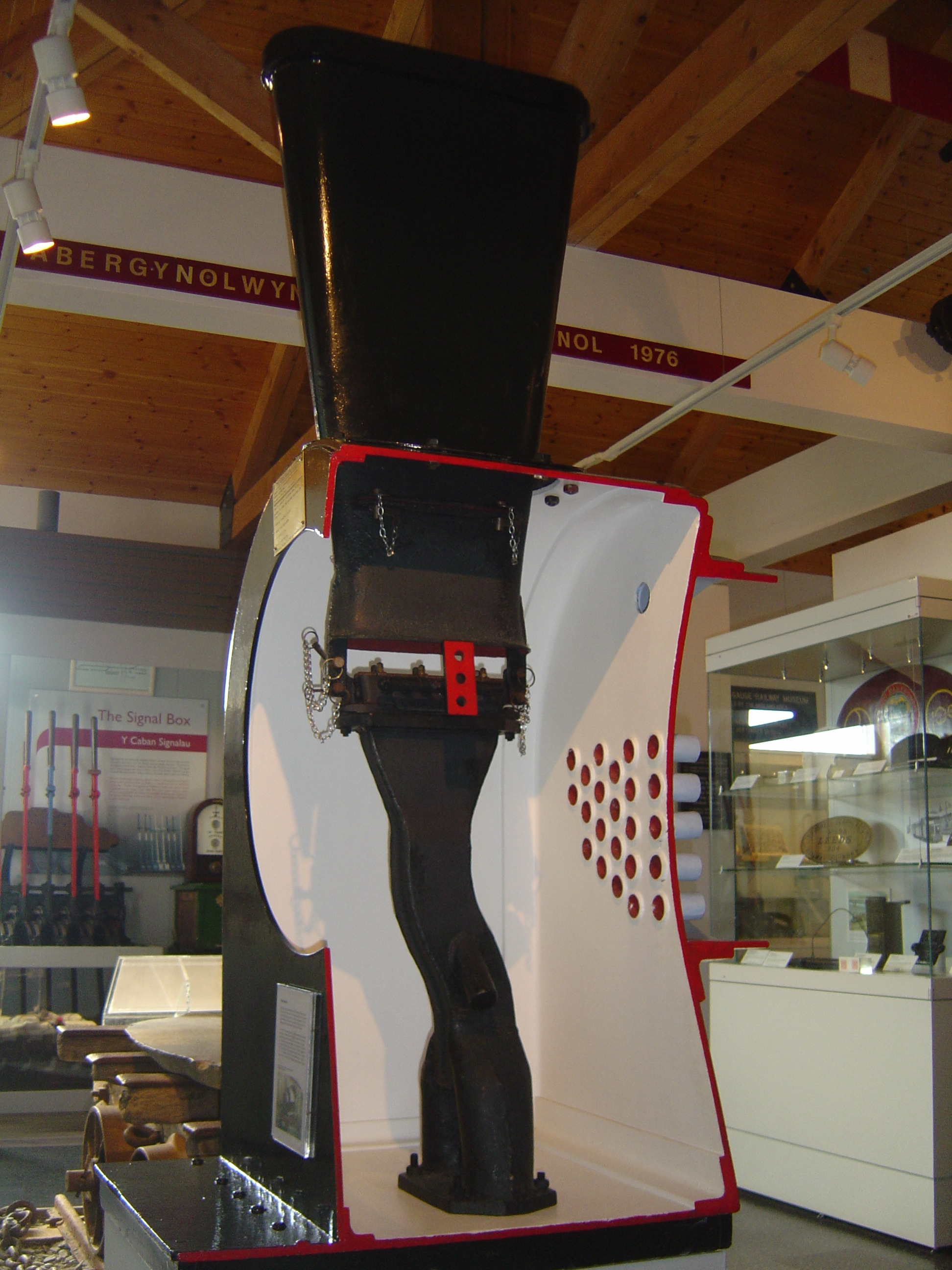
Plochá dyšna Giesel
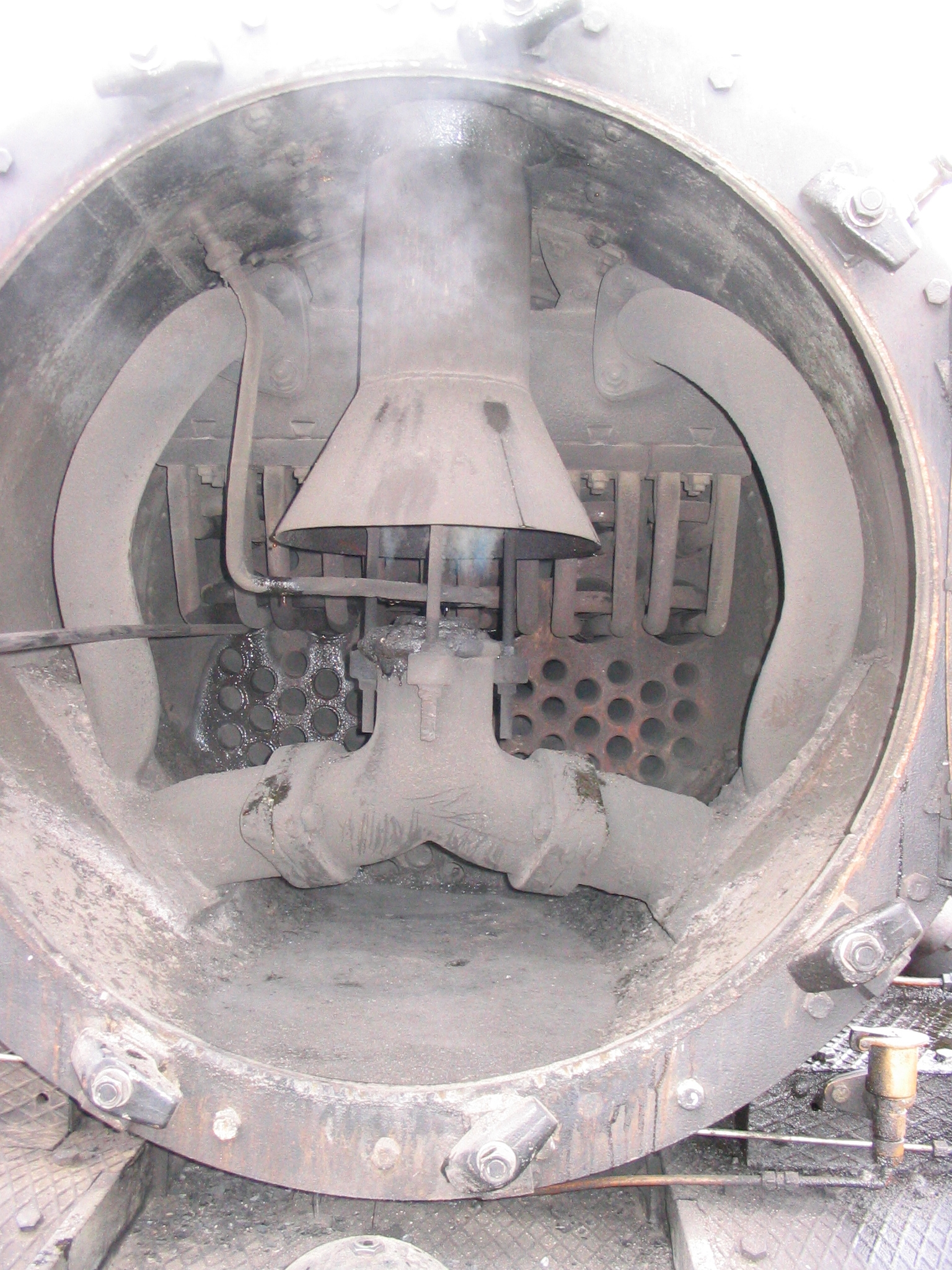
Pohled do dýmnice za provozu
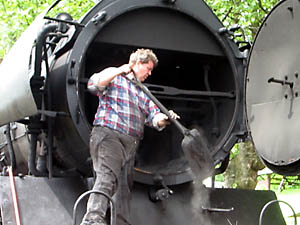
Čištění dýmnice
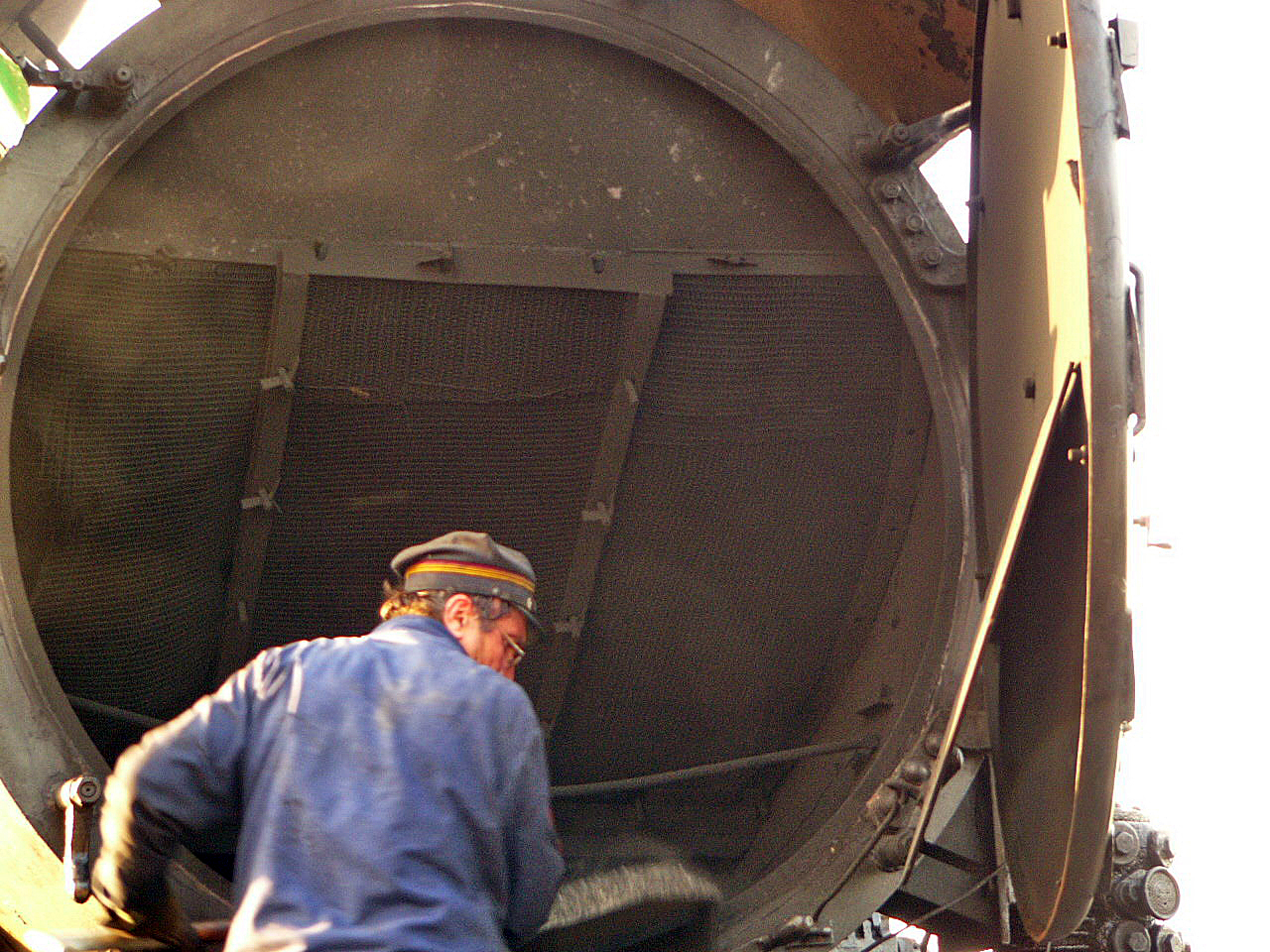
Čištění dýmnice – síta jiskrojemu

### Přehřívač páry

#### Sušič páry
Na začátku dvacátého století byly do rakouských lokomotiv montovány tzv. sušiče páry, což byla část kotle mezi válcovým kotlem a dýmnicí, kterou procházely žárové trubky, přes které zvenku proudila mokrá pára, labyrintem přepážek, a tím se jen částečně ohřála a stala se z ní tzv. suchá pára. Ta byla sice lepší než pára mokrá, ale nedosahovala parametrů páry přehřáté (viz výše).

#### Přehřívač páry
Vlastní přehřívače byly do lokomotiv v Rakousko-Uhersku montovány až těsně před První světovou válkou – dříve jen výjimečně. Vynálezcem přehřívače je německý konstruktér a vynálezce Wilhelm Schmidt. Pára z regulátoru proudí přívodním potrubím do první komory přehřívačové hlavy, umístěné v dýmnici. Tam se rozděluje do jednotlivých trubek přehřívače. Trubky mají menší průměr a jsou zasunuty do kouřových trubek válcového kotle. Přehřívač malotrubný nebo také mnohočlánkový má v každé kouřovce jen dvě trubky (kouřovka má tedy menší průměr – asi 70 mm a přehřívačová trubka vede jedenkrát proti proudu spalin a jedenkrát po proudu spalin). Naproti tomu přehřívač velkotrubný má v každé kouřovce umístěny čtyři trubky (kouřovky jsou větší – průměr asi 114 mm a trubka přehřívače je stočena, tak že jde 2× proti proudu a 2× po proudu spalin). Při použití mnohočlánkového přehřívače je kouřovek více a lepší je také využití tepla spalin a přehřátá pára má vyšší teplotu. Kolem trubek přehřívače proudí spaliny z topeniště do dýmnice a ohřívají páru na teplotu 350 až 400 °C, významně se také zvětší její objem. Pára z trubek proudí do druhé, sběrné komory přehřívačové hlavy a odtud přímo do šoupátek parního stroje.

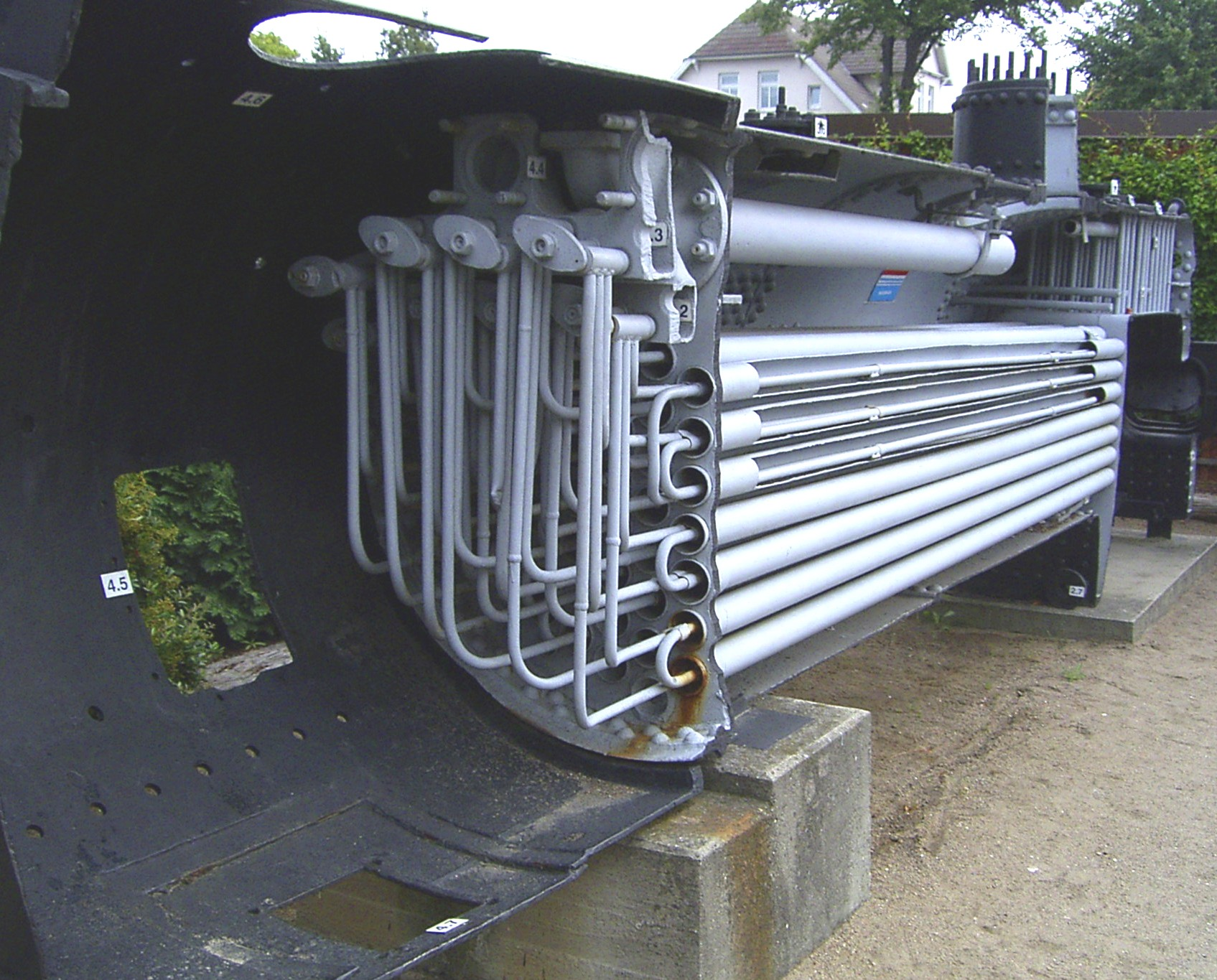
Trubky přehřívače
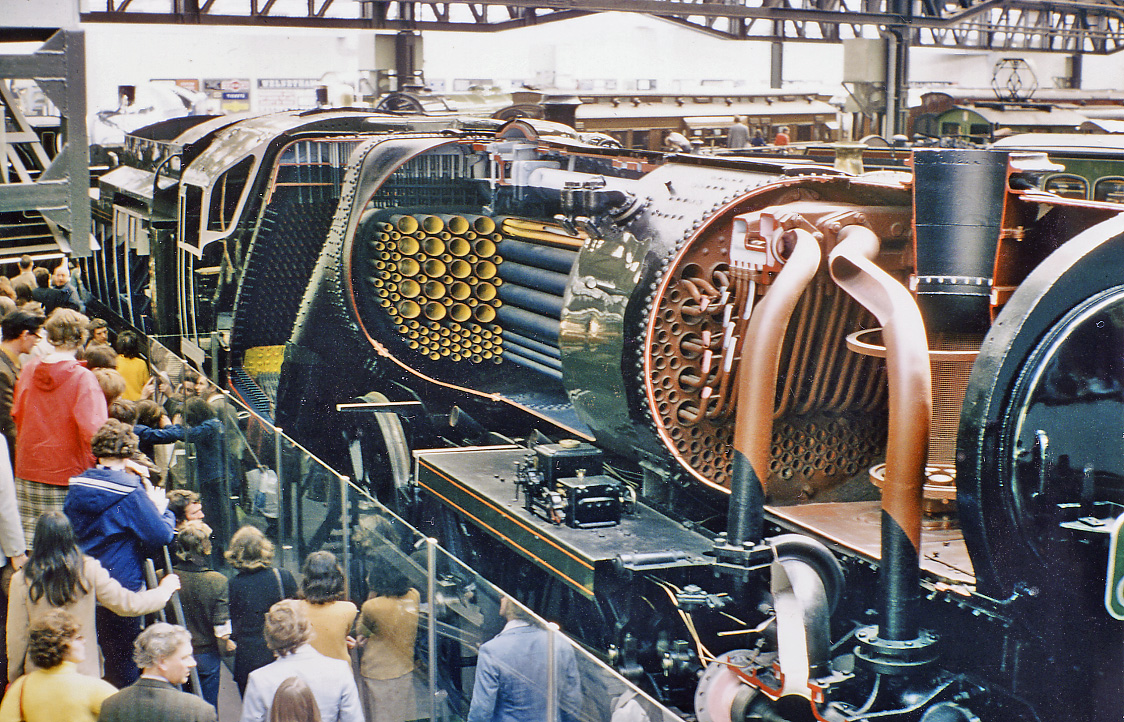
Řez kotlem s přehřívačem
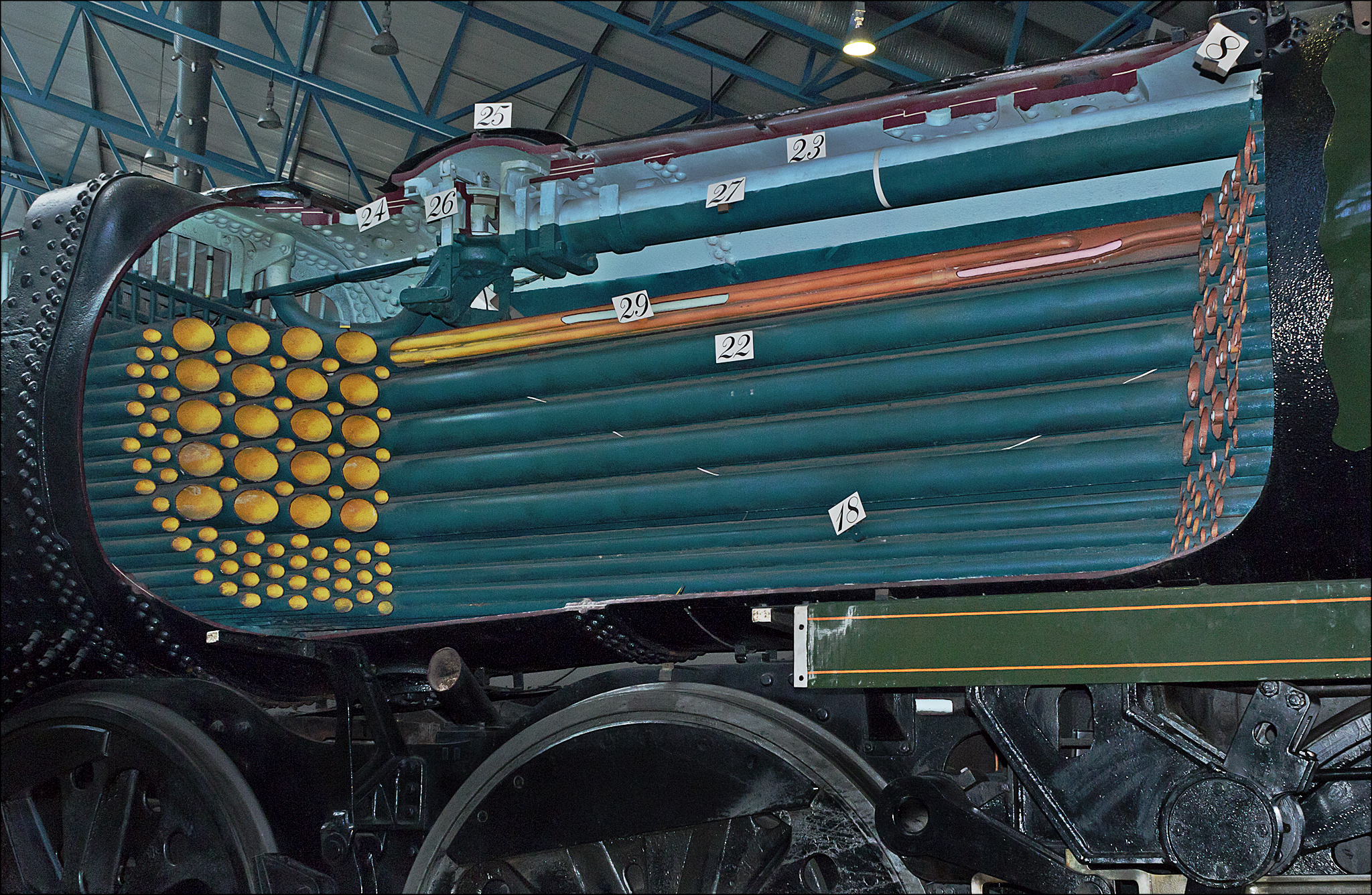
Umístění přehřívače v kouřových trubkách

### Další části lokomotivního parního kotle

#### Izolace
Celý povrch kotle, zejména kotel skříňový a válcový, je z vnější strany izolován, izolována jsou také některá potrubí či armatury. Tím se zabrání únikům tepla z povrchu a také zbytečnému ohřívání prostoru obsluhy kotle. Izolace je několik centimetrů silná a používaly se k ní materiály dostupné v době výroby kotle. Některé už se ze zdravotních důvodů dnes nesmí používat. Byly to zejména minerální vlna, strusková vlna, skelná vlna a asbest.

#### Armaturová hlava
Armaturová hlava je umístěna na horní hraně zadní strany kotle v budce strojvedoucího, Slouží k rozvodu páry pro různá zařízení lokomotivy, která jsou poháněna parou. Pára je do ní přivedena z parojemu a pomocí ventilů je rozváděna dále. Na armaturovou hlavu bývají napojeny napájecí injektory, píšťala, topení vlaku a lokomotivy, mechanický přikladač, dmychavka, skrápěcí injektor a jiná zařízení. Na armaturové hlavě bývá také manometr. Uspořádání se liší podle typu lokomotivy.
Kromě rozvodu mokré páry z kotle jsou některá zařízení poháněna také parou výfukovou (některé injektory) nebo párou přehřátou (turbína pro výrobu elektrické energie).

#### Napaječe (parní injektory)
Parní kotel spotřebovává velké množství vody, která musí být do kotle průběžně doplňována. K tomu slouží parní napájecí injektory. Napájecí injektory lze rozdělit podle funkce na sací a nesací, podle toho zda jsou schopny vodu z tendru nasát a nebo musí být umístěny pod nejnižší úrovní vody v tendru a voda do nich nateče samospádem. Lokomotivy ČSD mají už od dvacátých let dvacátého století montovány dva nesací injektory, na každé straně lokomotivy jeden. Jsou umístěny pod podlahou budky strojvůdce. Vpravo bývá běžný nesací injektor na ostrou páru a vlevo nesací injektor systému Metcalf. Jedná se o poměrně složité zařízení, využívající jak výfukovou páru, tak i páru ostrou. Injektor Metcalf ohřívá napájecí vodu na teploty kolem 100 °C, a tím zvyšuje tepelnou účinnost kotle. Běžný nesací injektor se dá v zimních měsících použít také k ohřívání vody v tendru a zabránit tak jejímu zamrzání.

#### Píšťala
Píšťala vydává daleko slyšitelný zvuk, sloužící jako výstraha a zároveň se jejím prostřednictvím předávají zvukové návěsti. Je to mosazný zvon, na jehož hranu se přivádí tlaková pára, která zvon rozezní. Je ovládána pákou v budce strojvůdce.

#### Mechanické přikladače
Po druhé světové válce byly nové lokomotivy vyráběné v Československu vybaveny mechanickými přikladači. Jednalo se o licenční přikladače typu Standard Stoker. Přikladač je poháněn malým dvouválcovým parním strojem pod podlahou budky strojvůdce a pomocí šneků dopravuje uhlí z tendru do kotle, kde je parou rozmetáno na celou plochu ohniště.

#### Další příslušenství lokomotivního kotle
Lokomotivní kotel je složité zařízení a kromě uvedených zařízení obsahuje mnoho dalších částí, zabezpečujících jeho bezpečný provoz a údržbu. Jsou to například dva stavoznaky kotlové vody, pojistné ventily, olovníky, tlakoměry, vymývací otvory, vypouštěcí ventily a jiné armatury, průlezy a mnoho dalších.

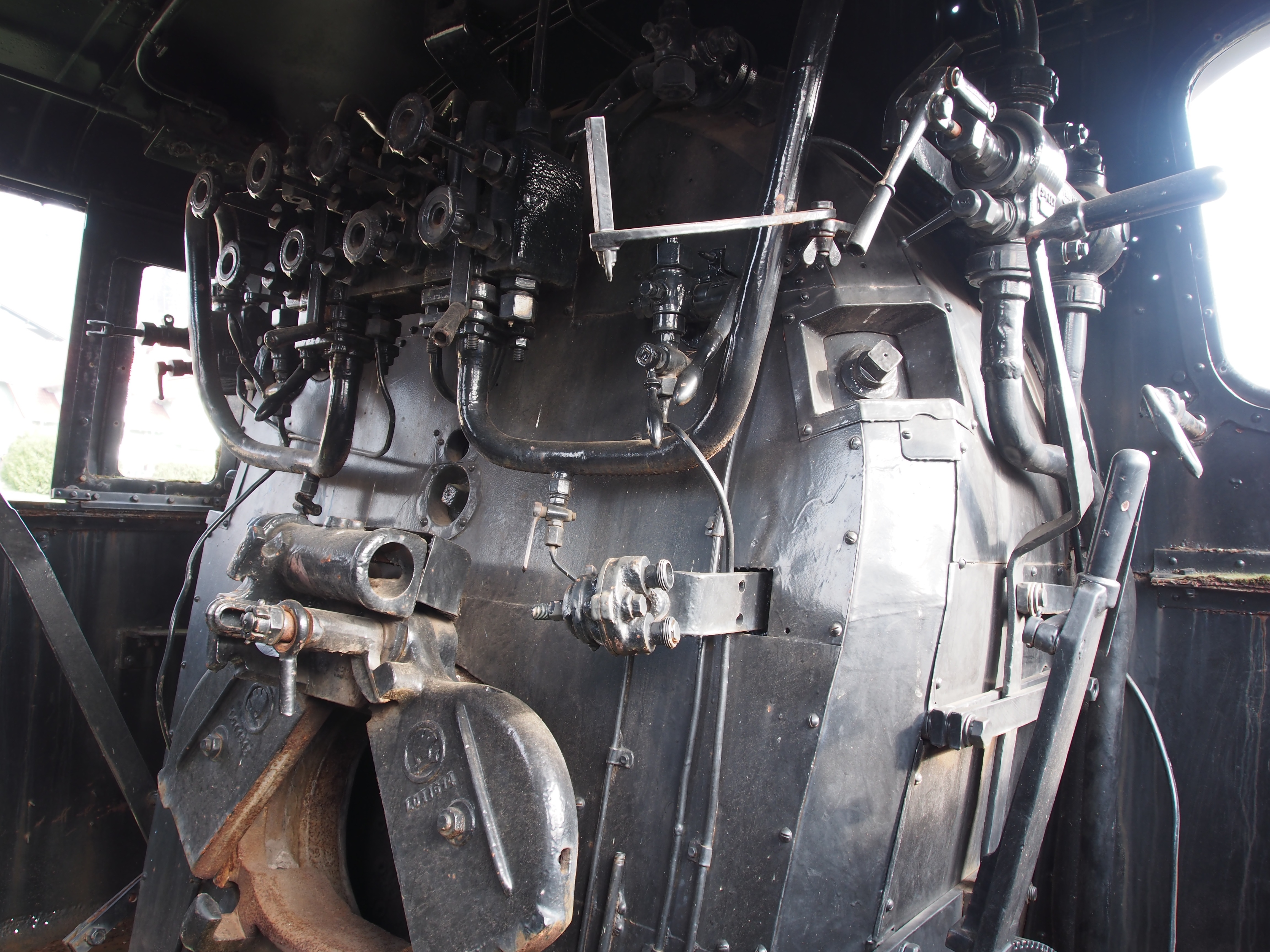
Armaturová hlava a dvířka typu Butterfly lokomotivy typu Škoda CS 500
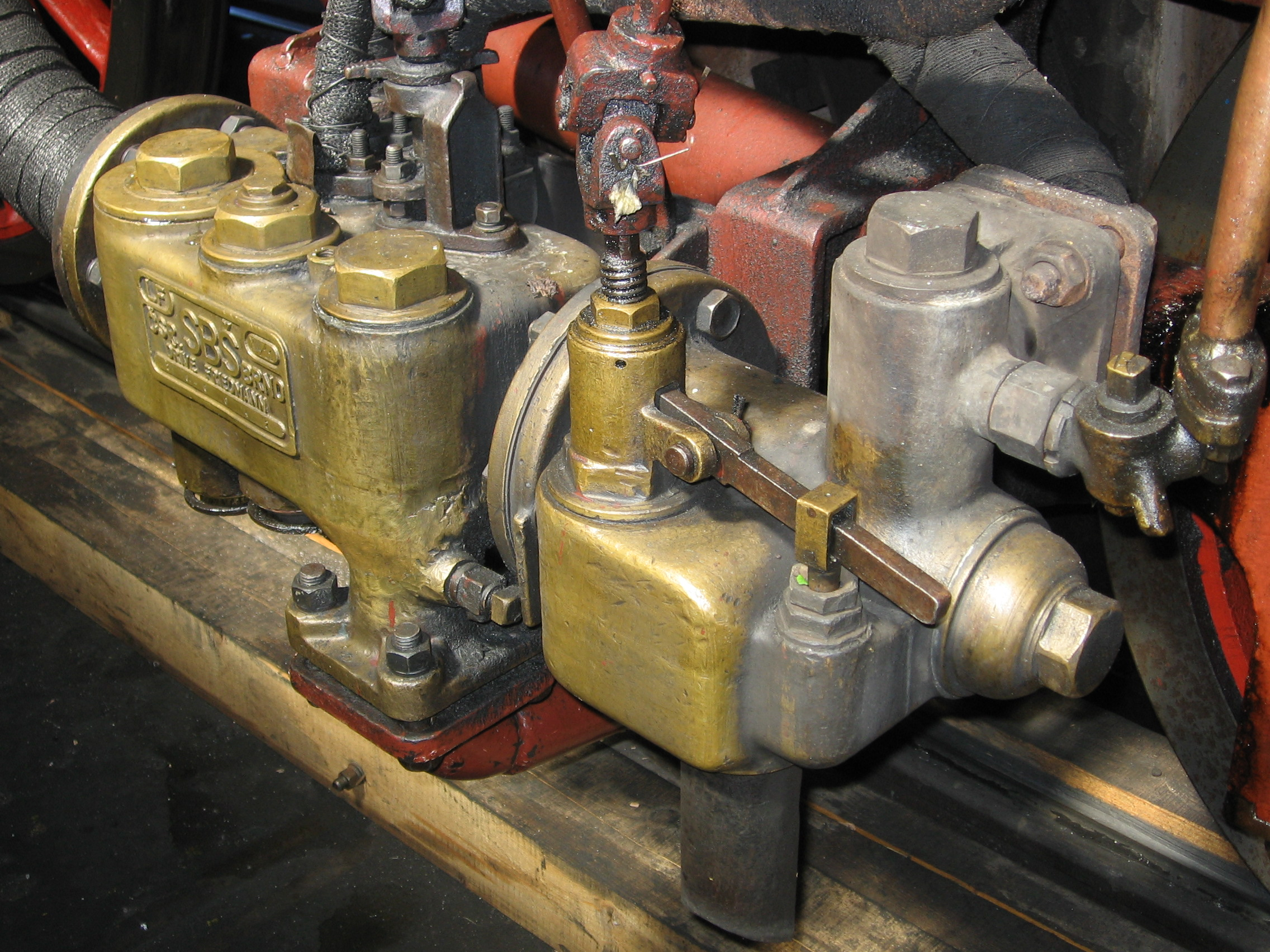
Injektor na výfukovou páru lokomotivy 498.022
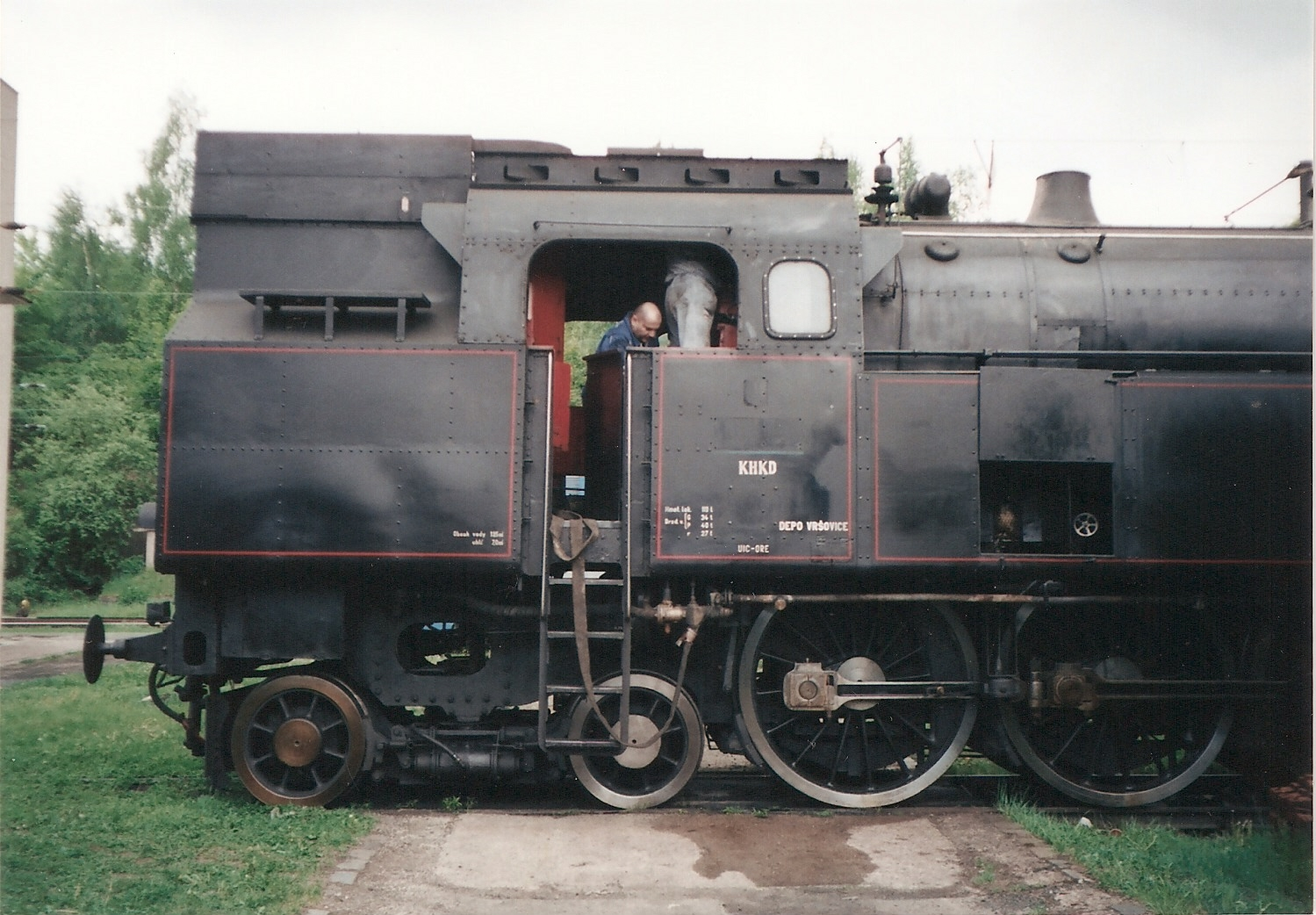
Nesací injektor lokomotivy 464.102
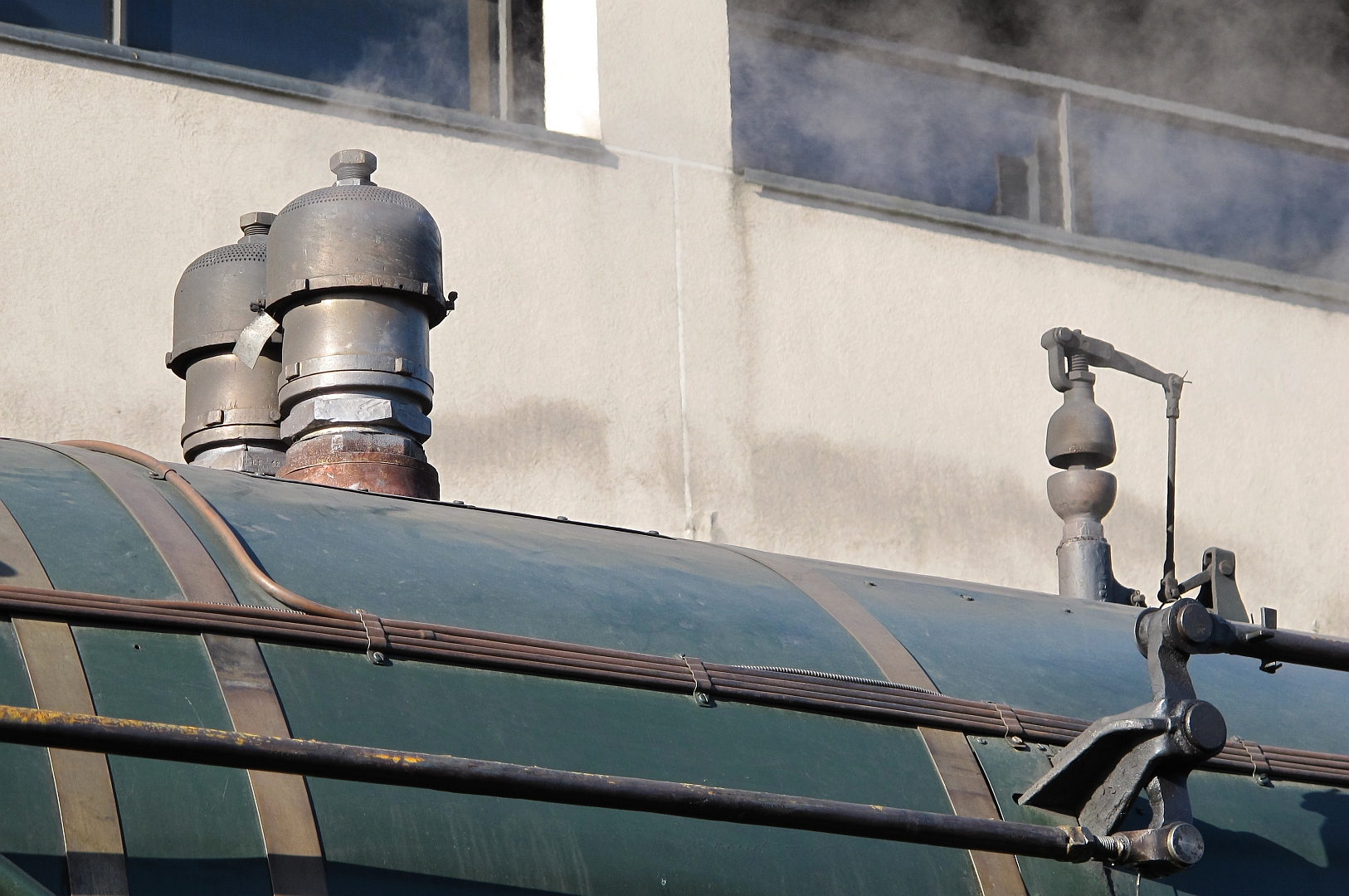
Pojistné ventily a píšťala
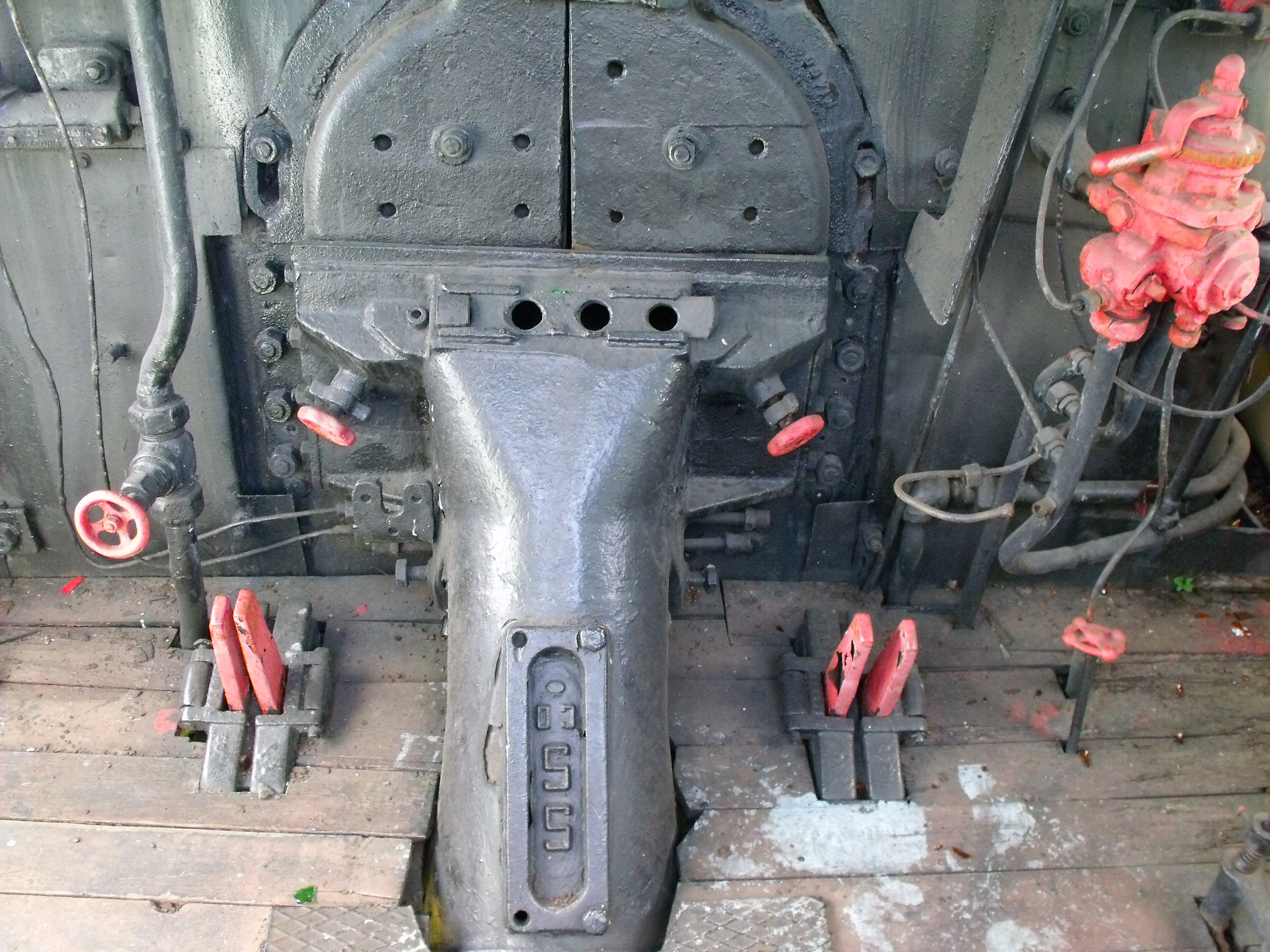
Přikladač Standard Stoker
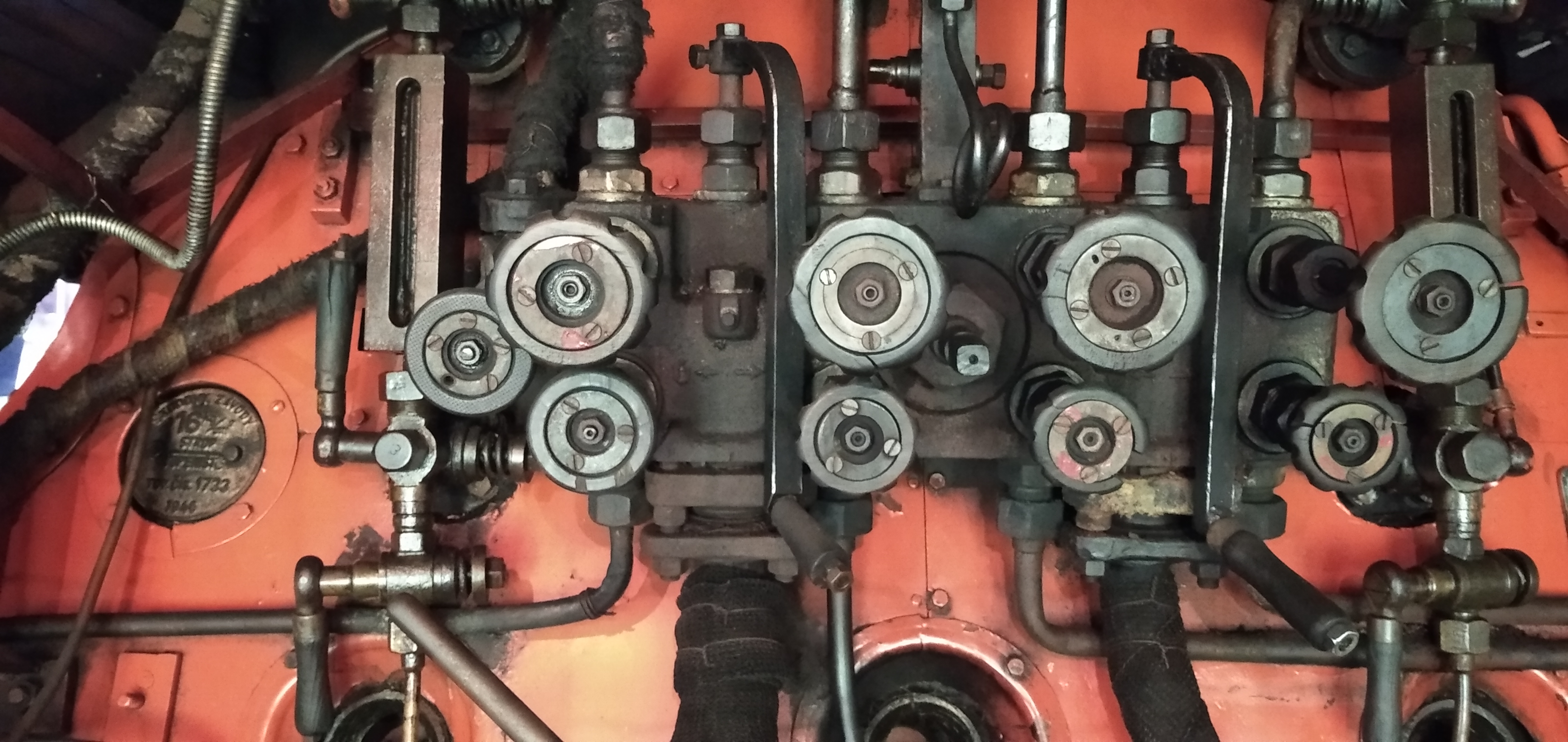
Armaturová hlava lokomotivy Albatros 498.022
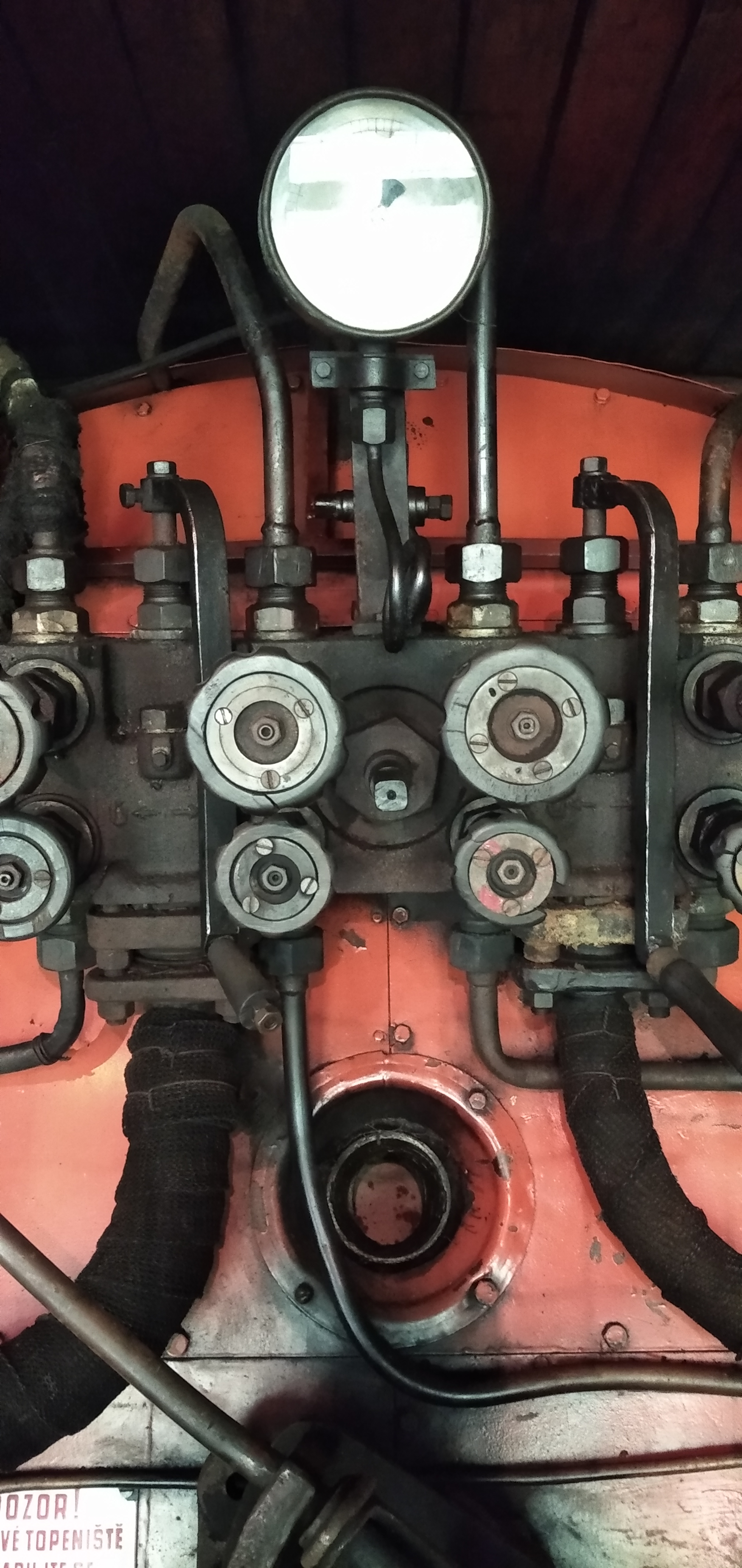
Armaturová hlava lokomotivy Albatros 498.022
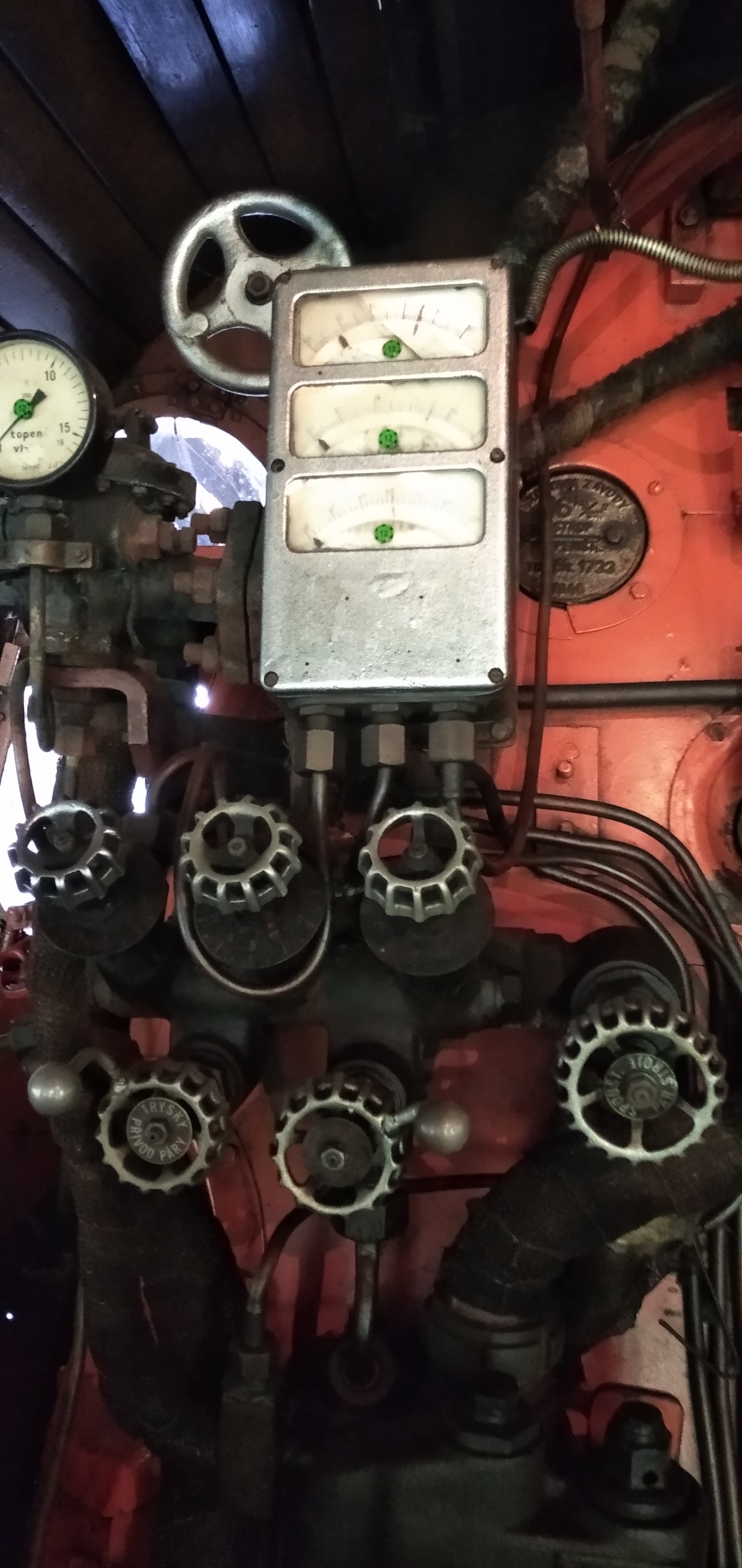
Armaturová hlava lokomotivy Albatros 498.022 – část na straně topiče